# 雨宮天
雨宮 天（あまみや そら、1993年8月28日 - ）は、日本の女性声優、歌手。東京都出身。ミュージックレイン所属。
主な出演作に『一週間フレンズ。』（藤宮香織）、『東京喰種トーキョーグール』シリーズ（霧島董香）、『七つの大罪』シリーズ（エリザベス）、『この素晴らしい世界に祝福を！』シリーズ（アクア）、『彼女、お借りします』シリーズ（水原千鶴）などがある。

## 来歴
高校2年生の時、アニメが好きな友人から紹介されて、声優の沢城みゆきが演じるキャラクターを集めた動画を動画サイトで視聴する。いろいろな役を演じ分ける演技に感銘を受け「かっこいい、私もなりたい」と声優を志す。当初は出演した作品名や内容も知らないまま、彼女が演じる動画をMP3にし毎朝登校時間に聴いていた。こうした経緯から「アニメが好きで声優になったというより声優が好きで声優になった」と述べている。
2011年、第2回ミュージックレインスーパー声優オーディションに合格し、翌2012年、声優としてデビュー。
2014年4月、テレビアニメ『一週間フレンズ。』で初のメインヒロイン役となる藤宮香織役を演じ、エンディングテーマ曲としてスキマスイッチの「奏（かなで）」を藤宮香織名義でカバー。同年7月5日には、『MUSIC FAIR』（フジテレビ系列の音楽番組）にて、原曲を歌唱しているスキマスイッチや同じくカバーを行っていたクリスハートと共に、本曲の歌唱を披露した。
2014年8月13日、1stシングル「Skyreach」をリリースし、ミュージックレインからアーティストデビュー。本曲は、テレビアニメ『アカメが斬る！』のオープニングテーマ曲に採用され、初のタイアップ曲となった。
2014年12月21日、同じ事務所で同期の麻倉もも・夏川椎菜とともに声優アーティストユニット「TrySail」の結成を発表。
2015年、第9回声優アワード新人女優賞を受賞。
2016年9月7日、1stアルバム『Various BLUE』をリリース。同年、1stソロライブとなる『LAWSON presents 雨宮天ファーストライブ2016 “Various SKY”』を開催。
2017年9月24日・10月1日、カバーライブイベント『LAWSON presents 雨宮天 音楽で彩るリサイタル』を初開催。
2019年9月7日、自身が初めて作詞・作曲を行った「火花」を『LAWSON presents 雨宮天 第二回 音楽で彩るリサイタル』大阪公演にてサプライズで初披露。
2020年1月18日・19日、ソロライブとしては自身最大規模となる幕張メッセにて、『LAWSON presents 雨宮天ライブ2020 “The Clearest SKY”』を開催。
2020年9月27日、新型コロナウイルス流行の影響を受け中止となった『LAWSON presents 雨宮天ライブツアー2020 “Paint it, SKY”』の最終日が予定されていた同日に、自身初となるオンラインライブ配信『LAWSON presents 雨宮天ライブツアー2020 “Paint it, SKY” Online Live』を開催。3rdアルバム「Paint it, BLUE」の一部収録曲の他、前述したカバー楽曲「奏（かなで）」のピアノ弾き語りも披露した。
2021年4月28日、公式YouTubeチャンネル「雨宮天の企画ちゃんねる [仮]」（現「雨宮天のてくてく天ちゃん」）を開設。
2021年6月30日、声優としては史上初めて『テレ東音楽祭』（テレビ東京系列の音楽番組）に出演。テレビアニメ『七つの大罪 憤怒の審判』第2クールオープニングテーマ曲に採用された11thシングル「永遠のAria」を歌唱した。
2021年7月2日、声優としては史上初めて『THE FIRST TAKE』に出演。テレビアニメ『理系が恋に落ちたので証明してみた。』のオープニングテーマ曲に採用された10thシングル「PARADOX」を特別なアレンジで歌唱し、7月14日に公開された2回目の出演では、前述の「永遠のAria」をアコースティックアレンジにて披露した。
2022年、Anime Trending（アメリカの大手アニメメディア）が主催する第8回Anime Trending Awardsにおいて、最優秀女性声優賞を受賞。テレビアニメ『見える子ちゃん』にて演じた四谷みこ役としての受賞であったが、同時に本作品は最優秀スーパーナチュラル部門で、四谷みこはガール・オブ・ザ・イヤーとして受賞を果たした。
2024年10月4日より、東京アニメセンター in DNP PLAZA SHIBUYAにてアーティストデビュー10周年を記念した展示イベント『天10展』を開催。同展示会にて、一冊まるごと雨宮を特集した声優グランプリ「雨宮天だけ声優グランプリ」を販売。同号は、声優グランプリ史上初の個人特集号となった。
2024年10月10日、日本記念日協会が「10月10日」を「雨宮天（天ちゃん）の日」として認定。雨宮のアーティストデビュー10周年を記念し、所属事務所のミュージックレインが制定したもの。日付は愛称の「天（てん）ちゃん」が由来であり、記念日を通してこれからも雨宮が多くの人に愛され、活躍することが願われている。

## 人物

### 人柄
小学生のころは、テレビで見る女優よりも「自分が世界一かわいい」という根拠のない自信があったと語っている。そのため学芸会では1番目立つ役に立候補し、出れば褒められることも多かったため、「やっぱり私は目立つ存在」と自信を深め、将来は「人前に立つ仕事をしたい」と漠然と思うようになったという。しかし、中学生になると友人から拒絶され、心が折れてネガティブになり、「劣等感だらけで、弱い自分、何もできない自分がつらかった」と明かしている。一方で、そんな自分が嫌で、あるとき「30歳になるころに幸せのピークに達しているように努力し続けよう」と決めたことも明かしている。また、中学3年時には、同時期に創部された演劇部に所属していた。顧問を担任教師が務め、部員も雨宮を含めクラスメイト4名のみであったが、雨宮自身は「先生も入れて5人しかいないから、結束力も強かった」と振り返りつつ、「今の私を形成している、重要な一部になっています」と語っている。
学生時代は人見知りで内気な性格で、昼休みなどは一人で過ごしていることが多かったという。一方で、「人前で堂々としていられる自分になりたい」という気持ちから、逃げられない場所に身を置き「変われよ」と自分自身を叱咤しようと、高校ではボーカル志望で軽音部に入部した。人と話すことはあまり得意にはならなかったが、「本番で恥ずかしがって歌うのがいちばんかっこ悪い」とステージ上では弾けるように心掛け、「観客の人が盛り上がってくれる楽しさを知れたことは大事な経験になった」と語っている。
声優としてデビューしても、「うまくいくかわからない」という怖さからネガティブな性格だったと明かしているが「このままじゃイヤだ」という気持ちを向上心に変えることで、次第にネガティブな感情を自身の原動力にすることが出来るようになったと語っている。また、ステージに臨むにあたり自身を落ち着かせるため、スタッフから助言された「吐かない、戻らない、倒れない」という三か条を自身に言い聞かせることを心掛けている。
好きなものに青色、焼肉、猫、漢字を挙げている。また、漢検準一級とスパイス&ハーブ検定二級、英検二級を取得している。特技としては、人の好みに合わせて肉を焼くことを挙げている。

#### 自身が好む青色について
小学生時代は「水色」に分類されるような青色を好んでいた。しかし、中学・高校と進むにつれてだんだんと好みの濃さが濃くなっていき、高校から現在に至るまでは「ロイヤルブルー」や「サファイアブルー」に分類される青色を好んでいるという。また、「ほかの色が同じ『色』というくくりにされているのがかわいそうになるくらい、青が私には抜群に素敵な色に見えています」とも語っている。
自身を漢字一文字で表すと「青」としており、青色が感じさせる「スマートさ」や「高貴さ」、「意志の強さ」といった雰囲気が憧れであると語っている。また、「自分もそういう人になりたい」と語っており、自身が抱く青色へのこだわりを「自分を貫くという意志、そして自分を革めていきたいという意志の表れのような気がします」とも語っている。
初めての収録現場など緊張する場所では、必ず青い服を着て気持ちを武装するという。また、1stアルバム『Various BLUE』におけるジャケットやミュージックビデオの撮影では、全体を自身の好きな青の色味で統一させるため、色見本帳を用い「自身の好きな青」を伝え、それを基準に衣装などの作成を行ったと明かしている。
2025年、アクセサリーブランド「genuine blue」（ジェニュイン ブルー）を立ち上げ。雨宮自身がデザイン・監修し、こだわりが詰め込まれたアクセサリーを販売。雨宮は立ち上げを機に「混じり気のないこの気持ちを形にしたくて、genuine blueを立ち上げました。このアクセサリーブランドを通して、ほんの少しでも、世界に青を増やしていけたら嬉しいです」と思いを述べている。

#### 自身が好む歌謡曲について
歌謡曲好きを公言しており、特に「飾りじゃないのよ涙は」や「北ウイング」など中森明菜の楽曲を好んでいる。声優としてデビューする前は週1でカラオケに行っていたと明かしており、久保田早紀の「異邦人」や小林明子の「恋におちて -Fall in love-」などを演歌やアニソンを交えつつ歌うことが多かったことを明かしている。
「ひたすら自分の好きな曲を好きなように歌って布教をしていく会」というコンセプトのもと、2017年から二年おきにカバーライブベント『雨宮天 音楽で彩るリサイタル』を開催している。また、2021年10月6日には自身が好む歌謡曲の中から収録曲を厳選した初のカバーアルバム「COVERS -Sora Amamiya favorite songs-」をリリースした。
2023年3月22日に「歌謡曲」をテーマとしたEPシングル「雨宮天作品集１-導火線-」をリリース。歌謡曲にボカロジャズの要素を取り入れた「TRIGGER」や演歌曲「初紅葉」などを含む収録全5曲を雨宮自身が作詞・作曲している。制作にあたり、雨宮は「そもそも歌謡曲って何だろう？」と最初はすごく悩んだことを明かしつつ、様々な歌謡曲を聴く中で「やっぱり私が好きなのは歌謡曲が持つ哀愁なんだな」と感じられたことを明かしており、自身の楽曲制作においても「哀愁を大事にしていきたい」と語っている。

### 声優として
目指す声優像として「幅広くいろいろなキャラクターを演じられる声優」を挙げており、同様に「いつまでも必要とされている、声を求められている人でありたい」とも語っている。
役を演じる上で、以前は監督や作品のファンなど「みんなが思い描くキャラクターの声を出したい」と思い悩むことが多かったという。具体的には、アフレコに際し気になったことはその場でお伺いを立てるが、「そのままで」とディレクションされた際に「結局、OKは出たけど本当にあれで正解だったの？」、「でも、今の自分にはこれが限界だし、ほかの正解がわからない」との自問自答から、最終的には「なんで正解がわからないんだ！」とどうしたらいいのかわからなくなり、泣きながら走って帰宅する日もあるということを明かしている。しかし、先輩声優から「役に選ばれた以上、あなたがどんな表現をしても、それはひとつの正解なんだから自信を持ちなさい。もしそれが間違っていたなら、そこからディレクションを受けて、修正していけばいいんだから」と助言を受けたことで劣等感が消え、悩み過ぎず、自分が感じたものや自分の中から出てきたものに自信を持って現場に臨めるようになったと語っている。また、作品を観たファンが「このキャラクターを雨宮さんがやってくれてよかったです！」と話してくれたことで、自身がその役を演じるうえで込めた思いなどがちゃんと届いていることを知ることができ、頑張ろうと思えたとも明かしている。
声優としてデビュー当初は、「声優」に対する憧れが強かった一方で自身の未熟さも知っていたため、「こんな自分が声優と名乗っていいのだろうか」と日々悶々としていたと明かしている。例えば、他の声優から演技論を聞く際に、「この方はすごくキャラクターのことが見えていて、物語や世界観も理解していて、その理解度の高さが自分とは全然比にならないな」と自らを比べてしまい、劣等感からどうしても自信を持って「声優」と自己紹介ができずにいたという。しかし、コミュニケーション力が徐々についてくると、次第にいろいろな人の前で本音を言えるようになり、憧れていた人物に話を聞いてもらい認められた経験から「私は同業の方から見ても、そんなにひどい役者ではないんだ」、「自分なりにできていることはあるんだな」と思えたことを明かしている。そういった経験や、自身のキャリア、いろいろな人から届けられた言葉で「声優」としての自信がつき、「声優の雨宮天です」と自信を持って名乗れるようになったと語っている。
声優としての自分らしさについて、ディレクションを受けた際は「受け入れつつも、気になったことに疑問を持つということ」を明かしている。
「声優」としての自身の決まりとして、「キャラクターを自分の所有物にしないようにすること」を大切にしていると語っている。前置きとして「キャラクターの一番の理解者は自分だ」と思い役を作り込み結果キャラクターを輝かせている声優もいていろんなタイプがあるとした上で、自身の考えとしては、演じるキャラクターをのことをすごく考えて演じていると「つい自分がいちばん近いような感覚に陥ってしまうこと」があるとしつつ、「でもキャラクターはあくまでキャラクターであり、物語のピースの一つでもあるわけだから、ちょっとその子らしくないなと思うような立ち回りが物語の中で必要なときもあったりするし、そこに対して抵抗を感じすぎて『違う、違う』って思い込むのは、それは自分のものにしすぎちゃっているということなんじゃないかなと思う」とも明かしており、「ちゃんと広く役を捉える」という柔軟さを意識していると語っている。そういった雨宮の姿勢に、テレビアニメ『スパイ教室』で共演した声優の東山奈央は、1話の収録テスト後にディレクションを受け本番で全く異なる芝居を見せた雨宮に対し、「いやー、雨宮天はきちんと納品する声優さんだな」と帰り道に自身のマネージャーと話をしたエピソードを明かしつつ、雨宮の、短時間の間に作品のトーンに合わせたキャラクター像を模索した上で次収録以降にしっかり自分のものとし、さらに高度なディレクションを受けながら調整を重ねていく姿に感嘆したことを語っている。

### ソロアーティストとして
自身の目指す声優アーティスト像を「声優だからこそのアーティストになりたい」と明かしており、歌手である以前に声優として、「曲の主人公の気持ちを丁寧に伝えていくことを大事にしていきたい」、「アニメでキャラクターに合わせた表現をするように、曲でも歌詞の視点となる人物や世界観に合わせた表現がしたい」と語っている。
「声優として演じた役から学んだことが歌につながり、逆に歌で感じたり学んだことを役にも生かせるんだと気付きました」と明かしており、「声優として色んな役を演じアーティストとしても色んな歌を歌うことで相互に還元していきたい」と語っている。例えば、8thシングル「VIPER」での雨宮自身が「低めの声でセクシーに挑発的」と語る歌い方は、役者としての経験を重ね、声の使い方が広がったことで生まれた歌い方だという。歌で学んだことが役に生かされた点については、4thシングル「irodori」において「退廃的で大人っぽいムード」の表現を研究したことが、テレビアニメ『BEATLESS』でメトーデ役を演じるにあたり生かされたというエピソードを挙げている。
自身のソロライブパフォーマンスについても、「声優として歌を表現していくこと」を大切にしており、「どうしたら声優を感じてもらえるか」と常に工夫を重ねることで「曲ごとの世界観を可視化したい」と心掛けている。そんな雨宮のライブを、サウンドディレクターを務める角田崇徳は「シンプルに歌に関しては、レコーディングでは絶対に出さない歌を出してくるので、僕も観ていてドキドキするし、面白いと思います」と評しており、雨宮のライブで照明を演出を務める山本晶雄は「声の出し方というか、声色というか、表情もそうですし、本当に一人の人がやっているんだろうか？という七変化みたいなところがありますよね」と語っている。

### 評価
雨宮自身が大事にしているものとして「こだわり」を挙げているが、雨宮のライブで演出を務めるコレオグラファーのHIROMIは「少しの無理を押しても、実行すると心に決めたことや自分に必要だと思うものは決行にこぎ着ける実行力、理想へのあくなき探究心」と雨宮のストイックさを評している。
同業である声優の花守ゆみりは「一途な人。物事をとことん突き詰める職人さんだと思っています。仕事でも、趣味でも、到達したいラインがはっきりとそらさんの中にあって、そこをクリアするための自己研鑽を怠らない。もう、人間としてかっこよすぎるんですよ」と語っており、また、同年代である高橋李依は「何事も上手だし、下手なことなんて一度も見たことないけど、きっと誰よりもたくさんのエネルギーで体当たりし続けている」と、同じく同年代の上田麗奈は「かっこいい人です。一緒にお仕事をしていても、真剣さが伝わってくるようなお芝居や歌唱にいつも感動しますし、プライベートでも、自分やみんなが楽しめるアイデアが満載で、かつそれを実現させる行動力の高さも持ち合わせているのがかっこいいです」と、雨宮の姿を語っている。
『この素晴らしい世界に祝福を！』シリーズで監督を務めている金崎貴臣からは「収録で会うたびに進化していく人。収録が始まり回を重ねていくごとに喜怒哀楽の新しい引き出しがドンドン出てきてワクワクした」と評されており、『彼女、お借りします』シリーズで監督を務めた古賀一臣は「感情芝居がとてもうまい演者。受け手にウソと感じさせない生っぽい感情を声に乗せて芝居ができる稀有な人」と評している。

## 出演
太字はメインキャラクター。

### 劇場アニメ
2014年
- THE IDOLM@STER MOVIE 輝きの向こう側へ！（北沢志保）

2015年
- ラブライブ！The School Idol Movie（スクールアイドル）
- 劇場版デート・ア・ライブ 万由里ジャッジメント（万由里）
- 心が叫びたがってるんだ。（仁藤菜月）

2016年
- 告白実行委員会〜恋愛シリーズ〜（成海聖奈） - 2作品
- 劇場版マジェスティックプリンス 覚醒の遺伝子（ユイ・マガリャネス）

2017年
- BLAME!（づる）
- 劇場版 魔法科高校の劣等生 星を呼ぶ少女（光井ほのか）

2018年
- 文豪ストレイドッグス DEAD APPLE（エリス）
- 劇場版 七つの大罪シリーズ（2018年 - 2021年、エリザベス） - 2作品

2019年
- 劇場版 響け！ユーフォニアムシリーズ（2019年 - 2023年、久石奏） - 2作品
- 薄暮（リナ）
- 映画 この素晴らしい世界に祝福を！紅伝説（アクア）
- 劇場版 新幹線変形ロボ シンカリオン 未来からきた神速のALFA-X（三原フタバ）

2020年
- 劇場版 ハイスクール・フリート（知名もえか）
- HoneyWorks 10th Anniversary "LIP×LIP FILM×LIVE"（成海聖奈）

2022年
- クレヨンしんちゃん もののけニンジャ珍風伝（風子）
- 劇場版 異世界かるてっと 〜あなざーわーるど〜（アクア）

2023年
- 青春ブタ野郎はおでかけシスターの夢を見ない（広川卯月）

2024年
- がんばっていきまっしょい（村上悦子）

2025年
- メイクアガール（幸村茜）

### Webアニメ
2010年代
- アカ斬る！劇場 （2014年、アカメ）
- 魔法科高校の劣等生 よくわかる魔法科！第4回 （2014年7月12日、光井ほのか）
- 天空侵犯 (2014年、本城ゆり）
- ベルサイユのばら（チャンネル5.5版） (2014年、マリー・アントワネット、微生物マリー・アントワネット）
- おにくだいすき!ゼウシくん 2期（2015年、ゼウシくんママ）
- ニンジャスレイヤー フロムアニメイシヨン (2015年、ヤモト・コキ）
- ファントム オブ キル -Zeroからの反逆-（2016年、ティルフィング）
- 弱酸性ミリオンアーサー (2016年、子供B、女性たち、ケルピー）
- 夢が覚めるまで（2017年、ユキ、彼女）
- 白猫プロジェクト（2018年 - 2020年、シエラ） - 3作品

2020年代
- 薄明の翼（2020年、ルリナ）
- 彼女、お借りします ぷち（2020年- 2023年、水原千鶴）
- ミニアニメ・劇団七つの大罪（2020年、エリザベス）
- ドキドキ!ミニミニ!隠しダンジョン劇場（2021年、エルナ）
- よふかしのうた ミニ（2022年、七草ナズナ）
- かいけつゾロリと水のおひめさま（2022年、トリア）
- 兄に付ける薬はない！５-快把我哥帯走５-（2022年、時秒、店員）
- 七つの大罪 怨嗟のエジンバラ（2022年 - 2023年、エリザベス）
- メンダコのめんめん（2023年、めんめん、深海の声（ナレーション））
- 範馬刃牙（2023年、松本梢江）
- 僕らの雨いろプロトコル ミニアニメ（2023年、三枝悠宇）
- ライジングインパクト（2024年、パーシバル・ロレンス）
- 藍の約束（2024年、魔法使い(先生)）
- モンスターストライク エル 堕天の覚醒（2024年、エル）

### OVA
2010年代
- 七つの大罪（2015年 - 2018年、エリザベス） - コミックス第16・34巻各DVD付き限定版
- この素晴らしい世界に祝福を！（2016年 - 2025年、アクア ）- 3作品
- モンスター娘のいる日常（2016年 - 2017年、ミーア） - コミックス第11・12巻OAD付き特装版
- OVA ハイスクール・フリート（2017年、知名もえか）

2020年代
- 彼女、お借りします× halcaコラボミニアニメーション（2020年、水原千鶴） - halca 6thシングル「告白バンジージャンプ」初仕様付期間生産限定盤収録
- ゆらぎ荘の幽奈さん（2020年、緋扇かるら ）- コミックス第24巻アニメBD同梱完全受注限定版
- 乙女ゲームの破滅フラグしかない悪役令嬢に転生してしまった…X（2021年、キース・クラエス〈幼少期〉） - コミックス第7巻特装版
- OVA アズールレーン Queen's Orders（2023年、イラストリアス）
- アルドノア・ゼロ EP24.5:雨の断章 -The Penultimate Truth-（2025年、アセイラム・ヴァース・アリューシア）

### ゲーム
2013年
- アイドルマスター ミリオンライブ！（2013年 - 2017年、北沢志保）
- ガイストクラッシャー（緑ヒスイ）

2014年
- 戦国大戦（久保姫、南松院、奈多夫人、寛庭夫人、市場姫、亀寿姫、初芽）
- ブレイドアンドソウル（ジン・ハズキ）
- FREEDOM WARS フリーダムウォーズ（シズカ・“フェイク”・ローラン〈オプティ〉）
- 魔法科高校の劣等生（2014年 - 2022年、光井ほのか） - 3作品
- ファントム オブ キル（2014年 - 2017年、ティルフィング、アクア）
- 桃色大戦ぱいろんシリ－ズ（ちまり、空野真央） - 2作品
- 乖離性ミリオンアーサー（2014年 - 2019年、卑弥呼、コンスタンティン、特異型エリザベスI、シェリーコート、第二型グリフレット、光井ほのか、アクア 他）

2015年
- 七つの大罪（エリザベス、リズ） - 2作品

- グランブルーファンタジー（2015年 - 2024年、ドロシー、バイヴカハ〈モリガン〉、フィルレイン）
- プリンセスコネクト!（出雲宮子）
- チェインクロニクル（2015年 - 2024年、リオネス王国第三王女エリザベス、ルビー、ヘルドラ）
- トワイライトロア（アビー）
- バトルガール ハイスクール（成海遥香）
- スクールファンファーレ（立科弓)
- ポコロンダンジョンズ（2015年 - 2020年、エリザベス、光井ほのか、アクア）
- 城姫クエスト（今帰仁城）
- ヴァリアントナイツ（シエル＝ルミナス）
- 東京喰種トーキョーグール carnaval∫color（霧嶋董香）
- メイQノ地下ニ死ス（フレア）
- DivinaCute（ランスロット）
- ビーナスイレブンびびっど!（2015年 - 2020年、コロナ、時乃ゆか、水原千鶴）
- モンスター娘のいる日常オンライン（ミーア）
- 嫁コレ（アイラ、アセイラム・ヴァース・アリューシア）
- クイズRPG 魔法使いと黒猫のウィズ（シャロン・イェルグ）
- ファンタシースターオンライン2es（2015年 - 2021年、ジェネ、ネメシスデュアル、アーレスバスター、タービュラス）

2016年
- アリスオーダー（竜胆真夏、村雨しずく）
- ディバインゲート（ユカリ）
- ファンタジーアース ゼロ（元気な少女III）
- デジモンワールド -next 0rder-（ルーシュ）
- 誰ガ為のアルケミスト（2016年 - 2023年、ティルフィング、エリザベス）
- パンチライン（成木野みかたん、ユミ） - 2作品
- 戦の海賊（エリザベス）
- ドラゴンズドグマ オンライン（セシリー）
- ドールズフロントライン（56式自動歩槍）
- 大攻城！三国x戦国クロスバトル (黒田官兵衛、周瑜)
- 世界樹の迷宮V 長き神話の果て（ソロル）
- スクールガールストライカーズ （タチアナ・アレクサンドロヴナ・クロフスカヤ）
- プラスティック・メモリーズ（アイラ）
- オルタンシア・サーガ -蒼の騎士団-（エリザベス）
- アイドル事変（西園寺エレアノール）
- ワールド オブ ファイナルファンタジー（レェン）
- ぐるぐる召喚マジカルギア（ヴィオレ）
- ＃コンパス 戦闘摂理解析システム（ジャンヌ ダルク）

2017年
- デジモンワールド -next 0rder- INTERNATIONAL EDITION（ルーシュ）
- デスティニーオブクラウン（アーリン）
- 黒騎士と白の魔王（アテナ）
- 戦艦少女R（ウィチタ、シリアス、プリンツ・オイゲン）
- アイドルマスター ミリオンライブ！ シアターデイズ（2017年 - 2024年、北沢志保）
- 逆転オセロニア（2017年 - 2024年、ロスカ、エリザベス、アクア）
- マギアレコード 魔法少女まどか☆マギカ外伝（2017年 - 2023年、七海やちよ）
- この素晴らしい世界に祝福を！ -この欲深いゲームに審判を！-（アクア）
- アズールレーン（2017年 - 2020年、イラストリアス、ル・トリオンファン） - 2作品
- モンスターストライク（2017年 - 2025年、エリザベス、小野小町、霧嶋董香、エル）
- 戦国アスカZERO（2017年 - 2021年、法然、アクア、河上彦斎、光源氏、満天姫）
- 学園戦姫プラネットウォーズ（咲夜）
- アサシン クリード オリジンズ（クレオパトラ）
- 東京喰種トーキョーグール：re invoke（霧嶋董香）
- アンジュ・ヴィエルジュ 〜ガールズバトル〜（アクア）
- セブンズストーリー（2017年 - 2019年、アンジェリカ、シェンマ、エリザベス）
- クリスタル オブ リユニオン（2017年 - 2021年、エリザベス、ティルフィング、アクア）
- ミリオンアーサー アルカナブラッド（特異型スノーホワイト）
- 御城プロジェクト:RE〜CASTLE DEFENSE〜（2017年 - 2023年、シャンボール城、シュヴェリーン城）

2018年
- World of Warships（知名もえか）
- D×2 真・女神転生 リベレーション（ 2018年 - 2021年、龍造寺梨花 / テンプラドラゴン、エリザべス）
- 七つの大罪 ブリタニアの旅人（エリザベス）
- 白猫プロジェクト（2018年 - 2024年、シエラ・スキルニルグ、エリザベス、アクア）
- プリンセスコネクト！Re:Dive（2018年 - 2024年、ミヤコ / 出雲宮子）
- ドラゴンクエスト ライバルズ（セーニャ）
- 戦国 ASURA（お市）
- 暁のエピカ -Union Brave-（エレナ）
- Shadowverse（2018年 - 2024年、銀氷のドラゴニュート・フィルレイン、狭間の悪魔、ネクログループ・ルベル、エレメントシャーマン・ライリー、バレッジスマッシャー、プリンゴースト・ミヤコ、境界の内包者）
- スマッシュ&マジック（エリザベス）
- グリモア〜私立グリモワール魔法学園〜（アクア)
- Sdorica -sunset-（アンジェリア）
- レイヤードストーリーズ ゼロ（メトーデ）
- 白猫テニス（2018年 - 2022年、エリザベス、アクア）
- 交響性ミリオンアーサー（スノーホワイト）
- アビス・ホライズン（雪風、加賀）
- 機動戦隊アイアンサーガ（ハヤ、ナディア）
- Fate/Grand Order（2018年 - 2023年、ワルキューレ・スルーズ、ワルキューレ・リンド）
- P.E.T.S.アカデミア（赤羽朱鳳、橋本響）
- サファイア・スフィア（ミコト）
- フリージング エクステンション（ラナ・リンチェン）
- ヴァルキリーコネクト（エリザべス、アクア）
- クラッシュフィーバー（2018年 - 2022年、アクア）
- ディシディア ファイナルファンタジー オペラオムニア（レェン）
- ブレイドスマッシュ（真音）
- ブラウンダスト（エリザベス）
- ゲシュタルト・オーディン（団長アーサー）
- デスティニーチャイルド（2018年 - 2019年、バートリー）
- ドラガリアロスト（ルイーゼ）
- 叛逆性ミリオンアーサー（団長アーサー）
- ファイアーエムブレム ヒーローズ（2018年 - 2023年、エイル、ドロシー）
- デート・ア・ライブ 約戦：精霊再臨（万由里）
- 一零プロジェクト（ニーヤ、ミフィス）
- イドラ ファンタシースターサーガ（メリッサ、ジェネ）

2019年
- 非人類学園 Extraordinary Ones（増長天）
- MASS FOR THE DEAD（2019年 - 2022年、クルシュ、アクア、エリザベス）
- 戯画三国志（蔡文姫）
- ドラゴンネストM（カーリー）
- ハイスクール・フリート 艦隊バトルでピンチ！（知名もえか）
- 謀りの姫：Pocket（2019年 - 2021年、主人公・女）
- この素晴らしい世界に祝福を！ 〜希望の迷宮と集いし冒険者たち〜（アクア）
- 七つの大罪〜光と闇の交戦〜（エリザベス）
- FAIRY TAIL DiceMagic（ヴィセル）
- 永遠の七日（アリーズ）
- メモリアルレコード（サン）
- ドラゴンクエストXI 過ぎ去りし時を求めて S（セーニャ、エドゥリス）
- 神撃のバハムート（ライリー）
- スターオーシャン:アナムネシス（芳澤かすみ）
- ブレイドアンドソウル レボリューション（ジン・ハズキ）
- ペルソナ5 ザ・ロイヤル（芳澤かすみ）
- 東京喰種: re 【CALL to EXIST】（霧嶋董香）
- グラフィティスマッシュ（アクア）
- ポケモンマスターズ / EX（2019年 - 2024年、マオ、ルリナ）
- スーパーロボット大戦DD（アセイラム・ヴァース・アリューシア）

2020年
- 共闘ことばRPG コトダマン（2020年 - 2024年、エリザベス、ヴァイオレット / 芳澤かすみ、アクア）
- ユニゾンリーグ（エリザベス）
- ロストディケイド（リコリス、コーラル〈奥秘の大賢者〉）
- ソードアート・オンライン -メモリー・デフラグ-（ヴァイオレット）
- この素晴らしい世界に祝福を！ファンタスティックデイズ（アクア）
- 陰陽師本格幻想RPG（縁結神）
- ステラアルカナ 〜愛の光と運命の絆（シャムム）
- 魂器学院（ブランチェ、アガサ）
- ビビッドアーミー（アリス、メイコ、サワムラ）
- PUBG MOBILE（ボイスカードA・B）
- 刀使ノ巫女 刻みし一閃の燈火（光井ほのか）
- 東方キャノンボール（比那名居天子）
- 凍京NECRO〈トウキョウ・ネクロ〉 SUICIDE MISSION（ヤモト・コキ）
- ミトラスフィア（女性用なりきりボイス『ウパオタク』、『プリンセス』）
- ゴエティアクロス（エリザベス）
- 御城プロジェクト〜CASTLE DEFENSE〜（モースハム城）
- とある魔術の禁書目録 幻想収束（アクア）
- 魔界戦記ディスガイアRPG（エリザベス）
- この素晴らしい世界に祝福を！ 〜この欲望の衣装に寵愛を！〜（アクア）
- デート・ア・ライブ 蓮ディストピア（万由里）
- ブレイドエクスロード（エリザベス）
- ファイナルギア -重装戦姫-（エイダ、PN99）
- アナザーエデン 時空を超える猫（ヴァイオレット）
- RANBU 三国志乱舞（魯粛）
- HoneyWorks Premium Live（成海聖奈）
- 三国志名将伝（関銀屏、歩練師、桃華）
- 感染×少女（2020年 - 2022年、宇崎瞳〈ラーテル〉、鬱舞ちとげ、沙飾芽舞）

2021年
- 荒野行動（2021年 - 2024年、エリザベス、芳澤かすみ）
- アイドルマスター ポップリンクス（北沢志保）
- Re:ゼロから始める異世界生活 偽りの王選候補（メルティ・プリスティス）
- 妖怪ウォッチ ぷにぷに（2021年 - 2024年、エリザベス、アクア）
- 天空のアムネジア（エリザベス、徳川家康、アクア）
- THE KING OF FIGHTERS ALLSTAR（エリザベス）
- 百鬼異聞録〜妖怪カードバトル〜（縁結神）
- 決戦！平安京（縁結神）
- イリュージョンコネクト（2021年 - 2022年、村咲帰蝶、スウィフト）
- ルーンファクトリー5（アリス）
- 二ノ国：Cross Worlds（ゼーラ）
- 白夜極光（2021年 - 2022年、ウェンディ、ベツレヘム、ヴァイオレット）
- IDOLY PRIDE（2021年 - 2024年、天動瑠依）
- デュエル・マスターズ プレイス（2021年 - 2023年、聖騎士ヴォイジャー、エリザベス、超閃機ジャバジャック、アクア）
- 空匣人型（梅忒黛＜メトーデ＞）
- 少女廻戦 時空恋姫の万華境界へ（2021年 - 2022年、劉備、魯粛）
- 異世界かるてっと 〜激突! ぱずるすくーる〜（アクア）
- 彼女、お借りします ヒロインオールスターズ（水原千鶴、エリザベス・リオネス）
- 永遠の7日-終わりなき始まり（アリーズ）
- 無職転生〜ゲームになっても本気だす〜（アクア）
- レッド：プライドオブエデン（アクア）
- 亜人王女と龍人英雄 -ミトラスフィア-（2021年 - 2022年、なりきりボイス〈プリンセス〉、うぱオタク）
- 蒼焔の艦隊（知名もえか）
- m HOLD'EM（2021年 - 2022年、ヴァイオレット、アクア）
- カウンターサイド（アオイ・シズカ）

2022年
- WAR OF THE VISIONS ファイナルファンタジー ブレイブエクスヴィアス 幻影戦争（ヴァイオレット）
- 乙女ゲームの破滅フラグしかない悪役令嬢に転生してしまった… 〜波乱を呼ぶ海賊〜（キース・クラエス〈幼少期〉）
- 山海〜神話の世界を覗く異界万華鏡〜（羅睺にゃん）
- バキ KING OF SOULS（松本梢江）
- シン・クロニクル（ヘルドラ、メリダ）
- 八月のシンデレラナイン（奏流院朱美）
- プリコネ！グランドマスターズ（ミヤコ）
- ナナリズムダッシュ（アクア）
- ラグナドール 妖しき皇帝と終焉の夜叉姫（ティルフィング、狂骨）
- ラストクラウディア（ヴァイオレット）
- ワールドフリッパー（アクア）
- #コンパス ライブアリーナ（2022年 - 2023年、ジャンヌ ダルク）
- 咲う アルスノトリア（アクア）
- モリノファンタジー：世界樹の伝説（祭司）
- CARAVAN STORIES（アクア）
- SOUND VOLTEX（アクア）
- Echocalypse -緋紅の神約-（女主人公）
- 光隙解语（ルーシー）
- 勝利の女神:NIKKE（マクスウェル、クロウ）
- Tower of Fantasy（幻塔）（フワ・サキ）
- デート・ア・ライブ 精霊クライシス（万由里）
- この素晴らしい世界に祝福を！〜呪いの遺物と惑いし冒険者たち〜（アクア）

2023年
- ガールフレンド（仮）（一ノ瀬友恵）
- 麻雀格闘倶楽部Sp（アクア）
- グランサガ（ミココロ）
- 爆裂！スイーツランド - PANIC IN SWEETS LAND -（ミント）
- PolkaFantasy（アメリ、リエ、ソニア）
- 転生したらスライムだった件 魔王と竜の建国譚（アクア）
- 陰陽師本格幻想 RPG（願紡縁結神）
- 英傑大戦（エリザベス）
- パズル&ドラゴンズ（光井ほのか）
- 東京喰種トーキョーグール：Break the Chains（霧嶋董香）
- ペルソナ5 タクティカ（芳澤かすみ）
- 東方幻想エクリプス（稗田阿求）
- 白猫ゴルフ（シエラ）

2024年
- 神之塔：NEW WORLD（エリザベス）
- ファントム オブ キル -オルタナティブ・イミテーション-（ティルフィング）
- GAPOLI（アクア）
- ドット勇者 三時のおやつと昼寝付きの冒険（ヴァイオレット）
- 異世界のんびりライフ（2024年 - 2025年、鈴音、キキ、ミーア）
- アスタータタリクス（ティルフィング）
- 麻雀一番街（エルシー、如月璃紗）
- セガNET麻雀 MJ（アクア）
- 玩星派對（榊汐璃）
- ゴールデンホイヤー スロット〜釣り 大富豪 カジノ（榊汐璃）
- 護縁（ジン・ハズキ）
- 第五人格（芳澤かすみ）
- 彼女、お借りします 〜水平線と水着の彼女〜（水原千鶴）
- おねがい社長！（水原千鶴）

2025年
- 魔厳生：魔王と一緒の過酷な異世界生活（パフ・ドラコ）
- 雀魂（花語白、花語青）
- レーシングマスター（霧嶋董香）
- 魔法少女まどか☆マギカ Magia Exedra（七海やちよ）
- アリス・ギア・アイギス（成海遥香）
- Call of Duty: Mobile（エリザベス・リオネス）
- Shadowverse: Worlds Beyond（フィルレイン）
- 新月同行（龍井＜リュウセイ＞）

時期未定
- 千年の旅（ヤヨイ、スイセン）
- unVEIL the world（ヨランダ）

### ドラマCD
2013年
- 四百二十連敗ガール（毒空木美也子） - 単行本第2巻特装版特典

2014年
- ドラマCD 一週間フレンズ。 あれからの友達。（藤宮香織）

2015年
- アイドルマスター ミリオンライブ！ シリーズ（2015年 - 、北沢志保〈識別番号33 シホ / シッポ / アシュリー・ノリス〉）
- 朝焼けのスターマイン アニメ盤 ミニドラマ「嵐の夜に」（アイラ）
- あにめたまえ！（群雲早斬）
- うそカノ（神宮寺トモ）
- 乖離性ミリオンアーサー ドラマCD（特異型卑弥呼）
- ファントム オブ キル SPECIAL DRAMA CD（ティルフィング）

2016年
- この素晴らしい世界に祝福を！ シリーズ（2016年 - 2017年、アクア）
- 逆転裁判6 LIMITED EDITION 書き下ろしオリジナルドラマCD（本打栞）

2018年
- 午前0時、キスしに来てよ（花澤日奈々） - 第9巻ドラマCD付き特装版

2019年
- DECO*27 - 6th Album「アンドロイドガール」「妄想感傷代償連盟」（日野原千穂） - 初回限定盤 ドラマCD付き特装版
- 墜落JKと廃人教師（2019年 - 2022年、落合扇言）  - 2作品

2020年
- 魔王の俺が奴隷エルフを嫁にしたんだが、どう愛でればいい?（ネフィ） - 第10巻ドラマCD付き特装版
- 一億年ボタンを連打した俺は、気付いたら最強になっていた 〜落第剣士の学院無双〜（ローズ＝バレンシア） - 第4巻ドラマCD付き特装版

2021年
- 響け！ユーフォニアム 5th Anniversary Disc 〜きらめきパッセージ〜 （久石奏）
-  異世界のんびり農家（キアービット） - 第10巻 ドラマCD付特装版
- かげきしょうじょ‼︎ スピンオフドラマ「絶対ヒロイン」（チョ子） - Blu-ray 第3巻特典

2022年
- キメラプロジェクト:ゼロ（Wednesday） - 第1巻ドラマCD付き特装版

### 吹き替え

#### 映画（吹き替え）
- アンチャーテッド（2022年、クロエ・フレイザー〈ソフィア・テイラー・アリ〉[571]）
- チケット・トゥ・パラダイス（2023年、リリー・コットン〈ケイトリン・デヴァー〉[572]）
- MEG ザ・モンスターズ2（2023年、メイイン〈ソフィア・ツァイ〉[573]）

#### ドラマ
- HELIX -黒い遺伝子- シーズン2（2015年、マドモアゼル・デュラン〈アレクサンドラ・シカール〉[574]）
- アブセンシア 〜FBIの疑心〜（2018年、フリン・デュランド〈パトリック・マコーリー〉[575]）
- スクール・オブ・ロック（2018年、サマー〈ジェイド・ペティジョン〉[576]）
- ギャップ・ザ・シリーズ（2024年、サム〈サローシャ・チャンキムハ（Freen）〉[577]）

#### アニメ
- 紅き大魚の伝説（2018年、チュン[578]）
- ドラゴンズドグマ（2020年、レニー[579]）
- ウィッチャー 狼の悪夢（2021年、イリヤナ[580]）
- 万聖街（2022年、キュウゲツ[581]）
- アイドルプリンセス★ロリロック（2024年、アイリス[582]）
- RINGING FATE（2025年、彩子[583]）
- 卓球少女 -閃光のかなたへ-（2025年、ワン・ルー[584]）
- ネコのクラちゃん Ordinary days（2025年、クラレ ロイ ロード[585][初出 6]）

### ラジオ
※はインターネット配信。
- SweetDivaの世界でいちばん強いラジオになりたい！（2013年 - 2014年、ラジオ大阪・HiBiKi Radio Station※・ニコニコチャンネル※）
- TrySailのTRYangle harmony（2014年 - 、ニコニコチャンネル※・YouTube※）[注 2]
- 魔法科高校の劣等生WEBラジオ 満開!ブルーム放送委員会（2014年、アニメ公式サイト※）
- ラジオどっとあい 雨宮天の群青ガラパゴス（2014年、AG-ON※）
- アルドノア・ラジオ（2014年 - 2015年、音泉※）
- 花澤香菜・雨宮天のRADIO GREE NIGHT（2014年 - 2015年、文化放送）
- モンスター娘たちのいる日常会話（2015年、音泉※）
- MOMO・SORA・SHIINA Talking Box 雨宮天のRadio青天井（2018年 - 、文化放送）
- 小林裕介と雨宮天のキミ戦RADIO（2020年 -2025年 、音泉※）
- 雨宮天の語れ！青の歌謡曲！スペシャル（2021年、2025年、文化放送）
- TVアニメ「見える子ちゃん」WEBラジオ見えるラジオ〜化〜（2021年、音泉※）
- Spotify ANIZONE - アニゾーン『彼女、お借りします』（2022年、Spotify） - MC[586]
- Spotify ANIZONE - アニゾーン『スパイ教室』（2023年、Spotify） - MC[587]
- 雨宮天 の「がんばっていきまっしょい」（2024年、音泉※）
- Spotify ANIZONE - アニゾーン『よふかしのうた』（2025年、Spotify） - MC[588]

### ラジオCD
- TVアニメ「世界でいちばん強くなりたい！」 ラジオCD 赤コーナー（2014年）
- TRYangle harmony RADIO FANDISK Vol.1 - 3（2014年 - 2015年） - 3作品
- DJCD 「魔法科高校の劣等生 WEBラジオ 満開！ブルーム放送委員会」（2014年）
- ラジオCD「アルドノア・ラジオ」 Vol.1 - 6（2014年 - 2015年） - 6作品
- <音泉>スペシャルCD（2014年 - 2021年） - 4作品[一覧 34]
- TrySailのTRYangle harmony RADIO FANDISK Vol.1 - 14（2015年 - 2023年） - 14作品
- MOMO・SORA・SHIINA Special Box Vol.1 - 6（2018年 - 2023年） - 6作品

### テレビ番組
※はインターネット配信。

#### バラエティ
2010年代
- アニメぴあちゃんねる（2014年、ニコニコ生放送※）
- 魔法科高校の劣等生 魔法解説実写動画 「ほのかと雫の魔法塾」（2014年、公式サイト※）
- リスアニ! TV（2014年 - 2016年、TOKYO MX）
- 「アカメが斬る！」殺し屋たちの鎮魂歌（2014年、ニコニコ生放送※）
- アニメマシテ（2014年、テレビ東京） - MC
- ヴァリアントナイツ 動画番組「バリドウ」（2015年、ニコニコチャンネル※・Youtube※）
- 雨宮天 ニコ生初 単独出演！アルバム＆ライブツアー直前スペシャルトーク！（2018年、ニコニコ生放送※）
- 猿以外の惑星（2019年1月5日・12日、NHK BSプレミアム） - ケイコ（声）
- 天才てれびくんYOU（2019年4月1日 - 2020年3月2日 、NHK Eテレ）- タコプーの声、カキトリーヌ・テン＝カクスー・ハライトメーノ〈実写〉
- 続・猿以外の惑星（2019年9月1日・8日、NHK BSプレミアム） - ニワトリ（声）、アイドルのパンダ（声）

2020年代
- 土曜はナニする!? 番組内コーナー イケドラ（2020年、関西テレビ） - 声の出演
- 白猫プロジェクト Web番組「白猫おせニャん」 （2021年、Youtube公式チャンネル） - プレゼンター
- オケカゼ 〜桶屋が儲かったのはその風が吹いたからだ〜（2023年、フジテレビ） - ナレーション、カフェータイガー看板娘、ホステス・ママ、ホステス・ミキ、ホステスC、岩井・母、ジョアン

#### 音楽番組
個人名義での歌唱番組を記述。
- MUSIC FAIR（2014年7月5日、フジテレビ）
- Animelo Summer Live 2018 “OK!” Stand by...SELECTION!!! DAY3（2018年12月21日、BSフジ）
- テレ東音楽祭2021〜思わず歌いたくなる！最強ヒットソング100連発〜（2021年6月30日、テレビ東京）

### テレビドラマ
- 彼女、お借りします（2022年、朝日放送テレビ[599]） - 声の出演
- スタンドUPスタート（2023年、フジテレビ[600]） - M 役（声、実写出演）

### 映画（出演）
- 一週間フレンズ。（2017年） - 校内アナウンス（声）[601]

### 特撮
- 仮面ライダービルド（2018年、ベルナージュ[602] / CDロストスマッシュの声） - テレビシリーズ + 劇場版

### CM
CM
- 天動のシンギュラリティ CM ver3（2015年、実写出演）
- パズドラ TVCM「冬の青春」篇（2016年、永野ユキホ）
- ユニゾンリーグ 「この素晴らしい世界に祝福を！2」コラボTVCM（2017年）
- 日清食品 カップヌードル HUNGRY DAYS『アルプスの少女ハイジ篇』（2017年、クララ）
- 彼女、お借りします（2017年、水原千鶴）
- マギアレコード 魔法少女まどか☆マギカ外伝（2018年 - 2019年、実写出演）- 2作品
- パラレルパラダイス（2019年、ルーミ）
- 赤い公園 シングル『絶対零度』テレビCM（2020年）
- バトルスピリッツ 転醒編 第1章 輪廻転生（リターナー）【BS52】WEB CM（2020年、アレックス）
- 神は遊戯に飢えている。 テレビCM（2020年）
- 森永乳業 第3弾コーポレートムービー かがやく笑顔シリーズ「元気をくれる人」篇（2021年、先輩女性）
- サントリー ジムビームハイボール『缶と氷でプレイハイボール!雨宮天』篇 （2022年、実写出演）
- 人外教室の人間嫌い教師 2巻発売告知CM（2022年、ナレーション）
- DMM TV（2022年、ナレーション、実写出演）
- ジャパンフリトレー チートス WebCM（2023年、実写出演） - 3作品

PV
- 四百二十連敗ガール アニメPV（2013年、毒空木美也子）
- バトルスピリッツ 超煌臨編 スペシャルムービー（2019年、アレックス）
- ＃コンパス 戦闘摂理解析システム ジャンヌ ダルク 絆【短編アニメ】（2019年、ジャンヌダルク）
- スパイ教室  PV（2020年 - 2021年、花園） - 2作品
- ちっちゃくてかわいい先輩が大好きなので一日三回照れさせたい スペシャルPV（2020年、高遠花梨 ）
- 神は遊戯に飢えている。 作品紹介PV（2021年、ナレーション、元神様の少女レオレーシェ）
- キメラプロジェクト ミュージックビデオ「リリシニウム・ビブリオラ」（2021年、Wednesday）
- インフルエンス・インシデント  PV（2021年、姉崎ひまり、白鷺玲華）
- 甘神さんちの縁結び コミックス第1巻発売記念カウントダウン動画（2021年、甘神夕奈）
- 魔法少女ダービー PV （2021年、ノゾミ） - 2作品
- 捨てられた皇妃 PV （2022年、アリスティア）
- Vtuberのマイクに転身したら、推しが借金まみれのクズだった PV（2022年、加々宮エリン）
- 人外教室の人間嫌い教師 第2巻発売＆コミカライズ開始のお知らせ ミニドラマPV（2022年、水月鏡花）
- デモンズ・クレスト 第2弾PV（2022年、綿巻すみか）
- ファンタジア文庫35周年記念スペシャルPV（2022年、ナレーション）
- チュートリアルが始まる前に ボスキャラ達を破滅させない為に俺ができる幾つかの事 2巻発売記念PV （2023年、蒼乃遥、ヒミングレーヴァ・アルビオン） - 3作品
- 月花の少女アスラ 〜極悪非道の傭兵、転生して最強の傭兵団を作る〜 PV（2023年、アスラ・リョナ）
- グランサガ ミココロ 『Destiny』MV（2023年、ミココロ）
- スライム聖女 PV（2024年、ジェリィ）
- なぜ逃げるんだい？僕の召喚獣は可愛いよ PV（2025年、ハッピー）
- 映画『見える子ちゃん』特報映像（2025年）
- 島津製作所 創業150周年記念アニメーション（2025年、島津社員 ）
- だって、私はフリーダム！ PV（2025年、フェイ＝リオンハート ）

### ナレーション
- すイエんサー（2017年4月11日 - 2023年3月、NHK Eテレ[647]）- 語り（ペイエん）、実写出演

### ボイスオーバー
- ありえへん∞世界『本当にあった！世界のありえへん衝撃事件』2時間SP（2019年11月12日、テレビ東京）[648]

### 朗読
- 雨宮天×読売新聞『編集手帳』（2014年[649][650]） - 2作品[一覧 35]
- 『センター試験に でる順英単語』日本語訳の朗読（2015年[651]）
- 雨宮天×北澤ゆうほ(the peggies)「センチメートル」朗読＆弾き語り（2020年[652]）
- 丹波山村の狼絵本 声優・雨宮天さんによる朗読（2021年[653]）
- 見える子ちゃん 会談企画 第3弾「ミエル」（2021年、四谷みこ[654]）
- 朗読付き電子書籍レーベル YOMIBITO 『暗号舞踏人の謎』（コナン・ドイル）（2022年[655]）
- Valentino Narratives（2022年[656][657][658]） - 3作品[一覧 36]
- Audible『傲慢と善良』 （辻村深月 ）（2024年[659]）

### 朗読劇
- READPIA朗読劇 『この素晴らしい世界に祝福を!〜紅魔族の矜持の下に！〜』（2022年7月3日、ところざわサクラタウン） - アクア 役[660]
- SWEET 19 BLUES（2023年12月27日、RED°TOKYO TOWER SKY STADIUM） - リツ 役[661]
- キミに贈る朗読会『東京タワー 〜オカンとボクと、時々、オトン〜』（2025年5月3日・4日、TOKYO FM HALL） - 彼女 役[662]

### デジタルコミック
- 告白実行委員会〜恋愛シリーズ〜 （2014年 - 2015年、成海聖奈[663][664]） - 2作品[一覧 37]
- クラスルーム☆クライシス 第0話コミックムービー（2015年、白崎イリス[665]）
- 理系が恋に落ちたので証明してみた。 - BookLive!8巻特典マンガ動画（2020年、氷室菖蒲[666]）
- YUKI×AOIキメラプロジェクト（2020年 - 2022年、Wednesday[667][668]） - 2シリーズ[一覧 38]
- 告白実行委員会〜アイドルシリーズ〜 「私、アイドル宣言」（2021年、成海聖奈[669]）
- 一矢報いて春から逃げる（2021年、マリー[670][671]）
- 墜落JKと廃人教師 動画つきボイスドラマ（2020年 - 2023年、落合扇言）  - 10作品[一覧 39]
- 見える子ちゃん（2023年、四谷みこ[678]）
- スライム聖女（2024年 - 2025年、ジェリィ[679]）
- 新訳 婚約破棄された令嬢は野獣辺境伯へ嫁ぐ！（2025年、ヴィオレッタ[680]）

### パチンコ・パチスロ
2010年代
- CR烈火の炎2（2016年、辰子）
- パチスロ 世界でいちばん強くなりたい！（2017年、早瀬愛華）
- 七つの大罪（2018年 - 2022年、エリザベス） - 5作品
- ハイスクール・フリート（2018年 - 2023年、知名もえか） - 4作品
- P華牌R（2019年 - 2022年、のばら） - 2作品

2020年代
- アカメが斬る!（2022年 - 2024年、アカメ） - 2作品
- アイドルマスター_ミリオンライブ!（2021年 - 2025年、北沢志保） - 3作品
- SLOTアルドノア・ゼロ（2021年、アセイラム・ヴァース・アリューシア）
- この素晴らしい世界に祝福を！（2022年 - 2024年、、アクア） - 3作品
- パチスロ Lバキ 強くなりたくば喰らえ!!! （2022年、松本梢江）
- アズールレーン THE ANIMATION（2022年 - 2025年、イラストリアス） - 2作品
- ダンベル何キロ持てる?（2023年 - 2024年、奏流院朱美） - 2作品
- パチスロ OVERLORD 絶対支配者光臨Ⅱ（2023年、クルシュ）
- スマスロ L 東京喰種トーキョーグール（2025年、霧嶋董香）
- マギアレコード 魔法少女まどか☆マギカ外伝（2025年、七海やちよ） - 2作品

### 玩具・グッズ
- WWW.WORKING!! ボイスアラームクロック（2017年、鎌倉志保[689]） - ANIPLEX＋Blu-ray&DVD 全巻連動購入特典
- 新幹線変形ロボ シンカリオン サウンド超進化研究所 基地レールセット（2018年、三原フタバ[690]）
- TRUE WIRELESS STEREO EARPHONES アニメ『この素晴らしい世界に祝福を！』アクアモデル（2021年、アクア[691]）
- CP-TWS01 アニメ『よふかしのうた』コラボモデル（2023年、七草ナズナ[692]）
- キメラプロジェクト:ゼロ コミックス3巻購入特典スペシャル目覚まし時計（2023年、Wednesday[693]）
- CP-TWS01A アニメ『# コンパス2.0 戦闘摂理解析システム』コラボモデル（2025年、ジャンヌ[694]）
- MX-BTTW03 ゲーム『モンスターストライク』コラボモデル（2025年、エル[695]）

### オーディオドラマ
2010年代
- キリングバイツ オーディオドラマ（2015年、宇崎瞳）
- 心が叫びたがってるんだ。スペシャルボイスドラマ（2015年、仁藤菜月）
- PlayStation 4/PlayStation Vita専用ソフト『パンチライン』公式サイト ミニドラマ仕立てカウントダウンボイス（2016年、成木野みかたん）
- キミと僕の最後の戦場、あるいは世界が始まる聖戦 オーディオドラマ（2018年 - 2020年、アリスリーゼ・ルゥ・ネビュリス9世  - 2作品
- 叛逆性ミリオンアーサー アニメイトオンラインショップ「お礼状カード」 （2018年、団長アーサー）

2020年代
- 異世界のんびり農家 7巻発売記念ボイスカード（2020年、キアービット）
- 乙女ゲームの破滅フラグしかない悪役令嬢に転生してしまった… ボイスドラマ「キース編」（2020年、キース・クラエス〈幼少期〉）
- この素晴らしい世界に祝福を！ オーディオドラマ『イカサマ女神に天罰を！』前後編（2020年、アクア）
- 彼女、お借りします（2020年 - 2022年、水原千鶴 - 6作品）
- スパイ教室 第3巻発売記念ボイスドラマ （2020年、リリィ） - 第1-2巻重版幅広帯、第3巻帯コード
- この素晴らしい世界に祝福を! EJアニメホテルコラボレーションプラン キャラクターボイス＆ミニドラマ（2020年、アクア）
- ミステリリカルな手紙はチョコレートよりも甘い （2021年、カナ）
- キメラプロジェクト:ゼロ コミックス2巻購入特典しおり（2023年、Wednesday）
- 月花の少女アスラ 〜極悪非道の傭兵、転生して最強の傭兵団を作る〜 初回・各店舗特典ボイスコード（2023年、アスラ・リョナ）
- 僕らの雨いろプロトコル ボイスドラマ（2023年、三枝悠宇）

### アプリ
- MAPLUS+ランニング（2015年、アム・ルーベン[710]）
- カメラ＆アラームforパンチライン（2016年、成木野みかたん[711]）
- WWW.WORKING!! サウンド付きスタンプ（2017年、鎌倉志保）
- 魔法科高校の劣等生 ボイス付きスタンプ（2017年、光井ほのか）
- しゃべる！この素晴らしい世界に祝福を！ LINEスタンプ（2017年、アクア）
- 音で楽しむフィットネスアプリ「BeatFit」（2020年、パーソナルトレーナー[712]）
- 彼女、お借りします ボイススタンプ（2020年、水原千鶴）
- 彼女、お借りします AIチャット&アラーム （2020年、水原千鶴）
- 「ARUNO」この素晴らしい世界に祝福を！×酒ミュージアム白鹿記念酒造博物館 コラボイベントイベント限定特別音声（2021年、アクア[713]）
- ホームキャラ（2025年、水原千鶴[714]）

### その他コンテンツ
2010年代
- VRシアター 4D王「とおりゃんせ‐丑三つ刻の人形通り‐」（声の出演）
- ソニー「ニュースマネージャー」実証実験（2016年8月6日 - 22日、沢村碧）
- リアル謎解きゲーム「歌舞伎町探偵セブン」（2017年- 2023年、ティラミス）
- 九州電力 音声対話デバイス「QUUN」（2018年、合成音ライブラリ提供）
- 天月 ワンマンライブ（2018年 -、正宗くん）
- 京都謎解きミュージアム巡り「古き学び舎と封印の石」（2019年、しずく）
- TSUTAYA 店内放送（2019年、アクア）

2020年代
- 漢検ボール（2020年、PR動画  - 2作品、練習用動画）
- 異世界かるてっと２×リアル謎解きゲーム「謎解！ぜんやさい」（2021年、アクア）
- DARS×七つの大罪コラボ キャラクターボイス限定動画（2021年、エリザベス）
- ローソン銀行 いらっしゃいま声優ATM（2022年）
- 富士急ハイランド 劇場版 異世界かるてっと 〜ふじきゅうわーるど〜 コラボアナウンス（2022年、アクア）
- Touch! SUNTORYキャンペーン IDOLY PRIDEコラボ お疲れ様電話 TRINITYAiLE ver.（2022年、天動瑠依）
- マルちゃんZUBAAAN!×#範馬刃牙コラボ特別オリジナル動画「ガチャ広告｜松本梢江編」（2022年、松本梢江）
- エンタテインメントロボット「poiq」システムボイス（2022年、アマネ）
- 総務省 ワイドFM周知広報動画 （2023年 - 2024年、実写出演） - 2作品
- スパイ教室タイアップ ultra payカード アプリ内オリジナルボイス（2023年、リリィ）
- ハニトーカフェ秋葉原店 プリンセスコネクト！Re:Diveコラボカフェ 店内放送（2023年、ミヤコ）
- 関西電力「キラメキ電力調査」（2024年、雷光ピリカ）
- HoneyWorks×極楽湯RAKUSPA コラボ館内放送（2025年、成海聖奈）
- アイドルマスター ミリオンライブ！「ミステイク・マーダー！」POP UP SHOP in ボークス秋葉原ホビー天国2 特別店内放送

（2025年、北沢志保）
- THE TOKYO MATRIアトラクション施設「ダンジョン∞スパイラル」（2025年、ミグダル）

## ディスコグラフィ

### シングル

#### CDシングル
|            | 発売日         | タイトル               | 規格品番    | 規格品番   | 規格品番   | オリコン 最高位 |
| 初回限定盤 | 発売日         | タイトル               | 通常盤      | 期間限定盤 |            | オリコン 最高位 |
| ---------- | -------------- | ---------------------- | ----------- | ---------- | ---------- | --------------- |
| 1st        | 2014年8月13日  | Skyreach               | SMCL-346/7  | SMCL-348   | SMCL-349   | 13位            |
| 2nd        | 2014年11月19日 | 月灯り                 | SMCL-359/60 | SMCL-361   | SMCL-362   | 25位            |
| 3rd        | 2015年9月9日   | Velvet Rays            | SMCL-386/7  | SMCL-388   |            | 20位            |
| 4th        | 2017年7月26日  | irodori                | SMCL-492/3  | SMCL-494   | 8位        |                 |
| 5th        | 2017年12月13日 | Eternal                | SMCL-521/2  | SMCL-523   | 15位       |                 |
| 6th        | 2018年5月9日   | 誓い                   | SMCL-539/40 | SMCL-541   | SMCL-542/3 | 10位            |
| 7th        | 2019年1月16日  | Defiance               | SMCL-577/8  | SMCL-579   |            | 9位             |
| 8th        | 2019年7月10日  | VIPER                  | SMCL-604/5  | SMCL-606   | 11位       |                 |
| 9th        | 2019年11月6日  | Regeneration           | SMCL-623/4  | SMCL-625   | SMCL-626   | 13位            |
| 10th       | 2020年1月15日  | PARADOX                | SMCL-640/1  | SMCL-642   | SMCL-643/4 | 7位             |
| 11th       | 2021年5月12日  | 永遠のAria             | SMCL-700/1  | SMCL-702   | SMCL-703/4 | 11位            |
| 12th       | 2021年7月21日  | フリイジア             | SMCL-717/8  | SMCL-719   |            | 11位            |
| 13th       | 2022年5月11日  | Love-Evidence          | SMCL-761/2  | SMCL-763   | SMCL-764/5 | 13位            |
| 14th       | 2024年1月31日  | 衝天                   | SMCL-857/8  | SMCL-859   |            | 11位            |
| 15th       | 2024年12月18日 | Blue Christmas for You | SMCL-923/4  | SMCL-925   |            | 11位            |

#### 配信限定シングル
|                      | 配信日        | タイトル                         | 規格                   | 備考 |
| -------------------- | ------------- | -------------------------------- | ---------------------- | ---- |
|                      | 2020年9月27日 | 君を通して                       | デジタル・ダウンロード |      |
| THE FIRST TAKE MUSIC |               |                                  |                        |      |
| -                    | 2021年8月28日 | PARADOX - From THE FIRST TAKE    | デジタル・ダウンロード |      |
| -                    | 2021年8月28日 | 永遠のAria - From THE FIRST TAKE | デジタル・ダウンロード |      |

### EP
|            | 発売日        | タイトル              | 規格品番   | 規格品番 | オリコン 最高位 | 備考 |
| 初回限定盤 | 発売日        | タイトル              | 通常盤     |          | オリコン 最高位 | 備考 |
| ---------- | ------------- | --------------------- | ---------- | -------- | --------------- | ---- |
| 1st        | 2023年3月22日 | 雨宮天作品集1-導火線- | SMCL-803/4 | SMCL-805 | 13位            |      |

### アルバム

#### オリジナルアルバム
|            | 発売日        | タイトル       | 規格品番   | 規格品番              | 規格品番 | オリコン 最高位 |
| 完全限定盤 | 発売日        | タイトル       | 初回限定盤 | 通常盤                |          | オリコン 最高位 |
| ---------- | ------------- | -------------- | ---------- | --------------------- | -------- | --------------- |
| 1st        | 2016年9月7日  | Various BLUE   |            | SMCL-436/7 SMCL-438/9 | SMCL-440 | 7位             |
| 2nd        | 2018年7月11日 | The Only BLUE  | SMCL-546/7 | SMCL-548              | 6位      |                 |
| 3rd        | 2020年9月2日  | Paint it, BLUE | SMCL-670/2 | SMCL-673/4            | SMCL-675 | 7位             |
| 4th        | 2024年3月27日 | Ten to Bluer   | SMCL-880/2 | SMCL-883/4            | SMCL-885 | 10位            |

#### ベストアルバム
|            | 発売日       | タイトル                   | 規格品番   | 規格品番   | 規格品番 | オリコン 最高位 |
| 完全限定盤 | 発売日       | タイトル                   | 初回限定盤 | 通常盤     |          | オリコン 最高位 |
| ---------- | ------------ | -------------------------- | ---------- | ---------- | -------- | --------------- |
| 1st        | 2022年1月5日 | 雨宮天 BEST ALBUM - BLUE - |            | SMCL-741/2 | SMCL-743 | 15位            |
| 1st        | 2022年1月5日 | 雨宮天 BEST ALBUM - RED -  | SMCL-744/5 | SMCL-746   | 17位     |                 |

#### カバーアルバム
|            | 発売日         | タイトル                                | 規格品番               | 規格品番               | 規格品番               | オリコン 最高位 |
| 完全限定盤 | 発売日         | タイトル                                | 初回限定盤             | 通常盤                 |                        | オリコン 最高位 |
| ---------- | -------------- | --------------------------------------- | ---------------------- | ---------------------- | ---------------------- | --------------- |
| 1st        | 2021年10月6日  | COVERS -Sora Amamiya favorite songs-    |                        |                        | SMCL-734               | 8位             |
| 1st        | 2021年12月22日 | COVERS -Sora Amamiya favorite songs-    | SMJL-102（LPレコード） | SMJL-102（LPレコード） | SMJL-102（LPレコード） | -               |
| 2nd        | 2023年6月21日  | COVERS II -Sora Amamiya favorite songs- |                        |                        | SMCL-822               | 14位            |
| 3rd        | 2025年6月18日  | COVERSⅢ -Sora Amamiya favorite songs-   |                        |                        | SMCL-961               | 17位            |

### タイアップ曲
| 楽曲          | タイアップ                                                                   | 起用年 |
| ------------- | ---------------------------------------------------------------------------- | ------ |
| Skyreach      | テレビアニメ『アカメが斬る！』第1クール オープニングテーマ                   | 2014年 |
| 月灯り        | テレビアニメ『アカメが斬る！』第2クール エンディングテーマ                   | 2014年 |
| Velvet Rays   | スマホファンタジーRPG 『ヴァリアントナイツ』主題歌                           | 2015年 |
| Absolute Blue | テレビ東京『アニメマシテ』9月度エンディングテーマ                            | 2016年 |
| 誓い          | テレビアニメ『七つの大罪 戒めの復活』第2クールエンディングテーマ             | 2018年 |
| Regeneration  | テレビアニメ『七つの大罪 神々の逆鱗』エンディングテーマ                      | 2019年 |
| PARADOX       | テレビアニメ『理系が恋に落ちたので証明してみた。』オープニングテーマ         | 2020年 |
| Queen no’cry  | テレビ朝日系列『musicるTV』9月度エンディングテーマ                           | 2020年 |
| 君を通して    | テレビアニメ『彼女、お借りします』挿入歌                                     | 2020年 |
| 永遠のAria    | テレビアニメ『七つの大罪 憤怒の審判』第2クールオープニングテーマ             | 2021年 |
| フリイジア    | テレビアニメ『天官賜福』日本版エンディングテーマ                             | 2021年 |
| Love-Evidence | テレビアニメ『理系が恋に落ちたので証明してみた。r=1-sinθ』オープニングテーマ | 2022年 |

### 作詞・作曲を行った作品
下記楽曲で、作詞・作曲を自身で手掛けている。
※山括弧内は編曲者を示す。
- 火花〈荒幡亮平〉
- BLUE BLUES〈宮永治郎〉
- 情熱のテ・アモ〈宮永治郎〉
- This Hope〈角田崇徳〉
- ロンリーナイト・ディスコティック〈川島章裕・宮永治郎〉
- TRIGGER〈塩野海〉
- 都会逃避行〈家原正樹〉
- 初紅葉〈上杉洋史〉
- マリアに乾杯〈石井浩平〉
- ぽつり、愛〈鳥山雄司〉
- Oh, it's so dreamy!〈宮永治郎〉
- 風燭のイデア〈宮永治郎〉
- Dear Blue〈荒幡亮平〉

### 映像作品
|            | 発売日         | タイトル                                 | 規格品番   | 規格品番  | 規格品番 |
| 完全限定盤 | 発売日         | タイトル                                 | 初回限定盤 | 通常盤    |          |
| ---------- | -------------- | ---------------------------------------- | ---------- | --------- | -------- |
| 1st        | 2019年3月20日  | 雨宮天ライブツアー2018 “The Only SKY”    |            |           | SMXL-14  |
| 2nd        | 2020年7月8日   | 雨宮天ライブ2020 “The Clearest SKY”      |            | SMXL-20/1 | SMXL-22  |
| 3rd        | 2022年9月28日  | 雨宮天 “BEST LIVE TOUR -SKY-”            |            | SMXL-23/5 | SMXL-26  |
| 4th        | 2024年11月20日 | 雨宮天 Live Tour 2024 “Ten to Bluer Sky” | SMXL-36/8  |           | SMXL-39  |

### キャラクターソング
| 発売日   | 商品名                                                                                             | 歌 | 楽曲                                                                                              | 備考                                                                                  |
| 2013年   | 2013年                                                                                             | 2013年 | 2013年                                                                                            | 2013年                                                                                |
| -------- | -------------------------------------------------------------------------------------------------- | --- | ------------------------------------------------------------------------------------------------- | ------------------------------------------------------------------------------------- |
| 4月24日  | THE IDOLM@STER LIVE THE@TER PERFORMANCE 01 Thank You!                                              | 765 MILLIONSTARS | 「Thank You!」                                                                                    | ゲーム『アイドルマスター ミリオンライブ！』テーマソング                               |
| 4月24日  | THE IDOLM@STER LIVE THE@TER PERFORMANCE 01 Thank You!                                              | 765THEATER ALLSTARS | 「Thank You!」                                                                                    | ゲーム『アイドルマスター ミリオンライブ！』テーマソング                               |
| 7月31日  | THE IDOLM@STER LIVE THE@TER PERFORMANCE 04                                                         | 北沢志保（雨宮天） | 「ライアー・ルージュ」                                                                            | ゲーム『アイドルマスター ミリオンライブ！』関連曲                                     |
| 7月31日  | THE IDOLM@STER LIVE THE@TER PERFORMANCE 04                                                         | 如月千早（今井麻美）、北沢志保（雨宮天）、田中琴葉（種田梨沙）、所恵美（藤井ゆきよ） | 「Blue Symphony」                                                                                 | ゲーム『アイドルマスター ミリオンライブ！』関連曲                                     |
| 11月6日  | Fan Fanfare!!!                                                                                     | Sweet Diva | 「Fan Fanfare!!!」                                                                                | テレビアニメ『世界でいちばん強くなりたい！』エンディングテーマ                        |
| 11月6日  | Fan Fanfare!!!                                                                                     | 早瀬愛華（雨宮天） | 「Fan Fanfare!!!」                                                                                | テレビアニメ『世界でいちばん強くなりたい！』関連曲                                    |
| 2014年   | | |                                                                                                   |                                                                                       |
| 5月21日  | 奏（かなで）                                                                                       | 藤宮香織（雨宮天） | 「奏（かなで）」                                                                                  | テレビアニメ『一週間フレンズ。』エンディングテーマ                                    |
| 9月19日  | 超貢献推進楽曲集                                                                                   | オプティ（雨宮天） | 「ナナナナ」                                                                                      | ゲーム『フリーダムウォーズ』関連曲                                                    |
| 9月19日  | 超貢献推進楽曲集                                                                                   | 貢献Girls | 「Let's 貢献！ 〜恋の懲役は1,000,000年〜」                                                        | ゲーム『フリーダムウォーズ』関連曲                                                    |
| 9月24日  | THE IDOLM@STER LIVE THE@TER HARMONY 03                                                             | クレシェンドブルー | 「Shooting stars」 「Welcome!!」                                                                  | ゲーム『アイドルマスター ミリオンライブ！』関連曲                                     |
| 9月24日  | THE IDOLM@STER LIVE THE@TER HARMONY 03                                                             | 北沢志保（雨宮天） | 「絵本」                                                                                          | ゲーム『アイドルマスター ミリオンライブ！』関連曲                                     |
| 11月26日 | 僕じゃダメですか？〜「告白実行委員会」キャラクターソング集〜                                       | HoneyWorks feat. 成海聖奈（雨宮天） | 「金曜日のおはよう -another story-」                                                              | 『告白実行委員会〜恋愛シリーズ〜』関連曲                                              |
| 11月26日 | 魔法科高校の劣等生 九校戦編2 完全生産限定版 BD / DVD 特典CD                                        | 光井ほのか（雨宮天） | 「キラリ☆ONE WAY LOVE」                                                                           | テレビアニメ『魔法科高校の劣等生』関連曲                                              |
| 11月     | THE IDOLM@STER LIVE THE@TER SELECTION CD                                                           | 北沢志保（雨宮天） | 「瞳の中のシリウス」                                                                              | ゲーム『アイドルマスター ミリオンライブ！』関連曲                                     |
| 11月     | THE IDOLM@STER LIVE THE@TER SELECTION CD                                                           | 望月杏奈（夏川椎菜）、七尾百合子（伊藤美来）、北沢志保（雨宮天）、馬場このみ（高橋未奈美）、エミリー スチュアート（郁原ゆう）                                                                                                  | 「Thank You!」                                                                                    | ゲーム『アイドルマスター ミリオンライブ！』関連曲                                     |
| 2015年   | | |                                                                                                   |                                                                                       |
| 3月18日  | アルドノア・ゼロ 6 完全生産限定版 BD / DVD 追加サウンドトラックCD                                  | アセイラム・ヴァース・アリューシア（雨宮天） | 「Harmonious」                                                                                    | テレビアニメ『アルドノア・ゼロ』関連曲                                                |
| 4月4日   | THE IDOLM@STER LIVE THE@TER SOLO COLLECTION Vol.01                                                 | 北沢志保（雨宮天） | 「Blue Symphony」                                                                                 | ゲーム『アイドルマスター ミリオンライブ！』関連曲                                     |
| 7月17日  | THE IDOLM@STER LIVE THE@TER SOLO COLLECTION Vol.02                                                 | 北沢志保（雨宮天） | 「Shooting Stars」                                                                                | ゲーム『アイドルマスター ミリオンライブ！』関連曲                                     |
| 7月22日  | パンチライン 1 完全生産限定版 Blu-ray Disc/DVD 特典CD                                              | 成木野みかたん（雨宮天） | 「On Your Side」 「津軽観光ごり推し記」                                                           | テレビアニメ『パンチライン』関連曲                                                    |
| 8月19日  | 最高速 Fall in Love                                                                                | ミーア（雨宮天）、パピ（小澤亜李）、セントレア（相川奈都姫）、スー（野村真悠華）、メロ（山崎はるか）、ラクネラ（中村桜） | 「最高速 Fall in Love」                                                                           | テレビアニメ『モンスター娘のいる日常』オープニングテーマ                              |
| 8月19日  | 最高速 Fall in Love                                                                                | ミーア（雨宮天）、パピ（小澤亜李）、セントレア（相川奈都姫）、スー（野村真悠華）、メロ（山崎はるか）、ラクネラ（中村桜） | 「Da-Da-Dash!」                                                                                   | テレビアニメ『モンスター娘のいる日常』関連曲                                          |
| 8月26日  | 電波教師 1 完全生産限定版 Blu-ray Disc/DVD 特典CD                                                  | 叶美奈子（雨宮天） | 「夢見る二丁拳銃（トゥーハンド）」                                                                | テレビアニメ『電波教師』挿入歌                                                        |
| 9月2日   | TVアニメ「モンスター娘のいる日常」キャラクターソング Vol.1 ミーア                                  | ミーア（雨宮天） | 「キスミーだぁりん♡」 「My Sweet Feelings」 「最高速 Fall in Love」                               | テレビアニメ『モンスター娘のいる日常』関連曲                                          |
| 9月16日  | 心が叫びたがってるんだ。オリジナルサウンドトラック                                                 | 少女［仁藤菜月（雨宮天）］、王子（罪人）［福島竜二（石谷春貴）］ | 「あこがれの舞踏会」                                                                              | 劇場アニメ『心が叫びたがってるんだ。』劇中歌                                          |
| 9月16日  | 心が叫びたがってるんだ。オリジナルサウンドトラック                                                 | 少女［仁藤菜月（雨宮天）］ / コーラス・謎のダンサー | 「光のない部屋」                                                                                  | 劇場アニメ『心が叫びたがってるんだ。』劇中歌                                          |
| 9月16日  | 心が叫びたがってるんだ。オリジナルサウンドトラック                                                 | 少女［仁藤菜月（雨宮天）］、街の人々 | 「word word word」                                                                                | 劇場アニメ『心が叫びたがってるんだ。』劇中歌                                          |
| 9月16日  | 心が叫びたがってるんだ。オリジナルサウンドトラック                                                 | 少女［仁藤菜月（雨宮天）］、王子［坂上拓実（内山昂輝）］、世界の人々 | 「あなたの名前呼ぶよ」                                                                            | 劇場アニメ『心が叫びたがってるんだ。』劇中歌                                          |
| 9月30日  | THE IDOLM@STER LIVE THE@TER DREAMERS 01 Dreaming!                                                  | MILLION ALLSTARS | 「Welcome!!」                                                                                     | ゲーム『アイドルマスター ミリオンライブ！』関連曲                                     |
| 9月30日  | パンチライン 3 完全生産限定版 BD / DVD 特典CD                                                      | 成木野みかたん（雨宮天） | 「おまじないの唄」                                                                                | テレビアニメ『パンチライン』関連曲                                                    |
| 10月28日 | THE IDOLM@STER LIVE THE@TER DREAMERS 02                                                            | 天海春香（中村繪里子）、春日未来（山崎はるか）、北上麗花（平山笑美）、北沢志保（雨宮天）、ジュリア（愛美）、高槻やよい（仁後真耶子）、所恵美（藤井ゆきよ）、七尾百合子（伊藤美来）、望月杏奈（夏川椎菜）、矢吹可奈（木戸衣吹） | 「Dreaming!」                                                                                     | ゲーム『アイドルマスター ミリオンライブ！』関連曲                                     |
| 10月28日 | THE IDOLM@STER LIVE THE@TER DREAMERS 02                                                            | 北上麗花（平山笑美）、北沢志保（雨宮天） | 「piece of cake」                                                                                 | ゲーム『アイドルマスター ミリオンライブ！』関連曲                                     |
| 10月28日 | パンチライン 4 完全生産限定版 BD / DVD 特典CD                                                      | 成木野みかたん（雨宮天） | 「君のパン♡積みたいよ」                                                                           | テレビアニメ『パンチライン』関連曲                                                    |
| 11月25日 | プラスティック・メモリーズ 6 完全生産限定版 BD / DVD 特典CD                                        | アイラ（雨宮天） | 「好きなので。」                                                                                  | テレビアニメ『プラスティック・メモリーズ』挿入歌                                      |
| 11月27日 | 超貢献推進楽曲集#2                                                                                 | 貢献Girls | 「絶対闘争イデオロギー」 「貢献ユアセルフ」                                                       | ゲーム『フリーダムウォーズ』関連曲                                                    |
| 11月27日 | 超貢献推進楽曲集#2                                                                                 | 貢献Girls & Lady | 「パノプティコン労働歌 第二」                                                                     | ゲーム『フリーダムウォーズ』関連曲                                                    |
| 12月23日 | Classroom☆Crisis 3 完全生産限定版 BD / DVD 特典CD                                                  | 白崎イリス（雨宮天）、瀬良ミズキ（小澤亜李） | 「これが私の生きる道」                                                                            | テレビアニメ『Classroom☆Crisis』挿入歌                                                |
| 12月23日 | パンチライン 6 完全生産限定版 BD / DVD 特典CD                                                      | ストレンジジュース（雨宮天） | 「ストレンジガール」 「パンチパーマとちらし寿司」                                                 | テレビアニメ『パンチライン』挿入歌                                                    |
| 12月23日 | パンチライン Blu-ray＆DVD 全巻連動購入特典 小室哲哉書き下ろしキャラクターソング Vol.EXTRA          | ストレンジジュース（雨宮天） | 「約束の彼方」                                                                                    | テレビアニメ『パンチライン』挿入歌                                                    |
| 2016年   | | |                                                                                                   |                                                                                       |
| 1月27日  | ちいさな冒険者                                                                                     | アクア（雨宮天）、めぐみん（高橋李依）、ダクネス（茅野愛衣） | 「ちいさな冒険者」                                                                                | テレビアニメ『この素晴らしい世界に祝福を！』エンディングテーマ                        |
| 1月30日  | THE IDOLM@STER LIVE THE@TER SOLO COLLECTION Vol.03 Visual Edition                                  | 北沢志保（雨宮天） | 「piece of cake」                                                                                 | ゲーム『アイドルマスター ミリオンライブ！』関連曲                                     |
| 2月24日  | 「劇場版デート・ア・ライブ 万由里ジャッジメント」キャラソン・アルバム“Music Judgement”             | 万由里（雨宮天） | 「Resolution」                                                                                    | 劇場アニメ『劇場版デート・ア・ライブ 万由里ジャッジメント』関連曲                     |
| 3月9日   | 唄う我らに臨時報酬を！                                                                             | アクア（雨宮天） | 「水色イルミネーション」                                                                          | テレビアニメ『この素晴らしい世界に祝福を！』関連曲                                    |
| 4月6日   | わたしたち記念日                                                                                   | 岬明乃（夏川椎菜）、知名もえか（雨宮天） | 「わたしたち記念日」                                                                              | テレビアニメ『ハイスクール・フリート』関連曲                                          |
| 4月27日  | 『バトルガール ハイスクール』1st Anniversary Single「STAR☆T」                                      | Sirius | 「Believe in Stars」                                                                              | ゲーム『バトルガール ハイスクール』関連曲                                             |
| 4月28日  | PS4/PS Vita用ソフト パンチライン 限定版同梱特典のドラマCD『奇偶のスティッチ改』                    | 成木野みかたん（雨宮天） | 「Justice Punch, Here We Go!」                                                                    | ゲーム『パンチライン』オープニングテーマ                                              |
| 7月12日  | アイドルマスター ミリオンライブ！ 第4巻 特別版 オリジナルCD                                        | 最上静香（田所あずさ）、北上麗花（平山笑美）、北沢志保（雨宮天）、野々原茜（小笠原早紀）、箱崎星梨花（麻倉もも） | 「Flooding」                                                                                      | 漫画『アイドルマスター ミリオンライブ！』関連曲                                       |
| 8月24日  | 「バトルガール ハイスクール」キャラクターボーカルシリーズ 01 Pop☆Girls!／Unlock                    | Princess | 「Pop☆Girls！」                                                                                   | ゲーム『バトルガール ハイスクール』関連曲                                             |
| 11月23日 | WWW.WORKING!! BD・DVD第1巻特典CD                                                                   | 宮越華（戸松遥）、村主さゆり（日笠陽子）、鎌倉志保（雨宮天） | 「Eyecatch! Too much!」                                                                           | テレビアニメ『WWW.WORKING!!』オープニングテーマ                                       |
| 2017年   | | |                                                                                                   |                                                                                       |
| 2月1日   | おうちに帰りたい                                                                                   | アクア（雨宮天）、めぐみん（高橋李依）、ダクネス（茅野愛衣） | 「おうちに帰りたい」                                                                              | テレビアニメ『この素晴らしい世界に祝福を！2』エンディングテーマ                       |
| 2月15日  | THE IDOLM@STER LIVE THE@TER FORWARD 03 Starlight Melody                                            | スコーピオ | 「リフレインキス」                                                                                | ゲーム『アイドルマスター ミリオンライブ！』関連曲                                     |
| 2月15日  | THE IDOLM@STER LIVE THE@TER FORWARD 03 Starlight Melody                                            | Starlight Melody | 「Starry Melody」                                                                                 | ゲーム『アイドルマスター ミリオンライブ！』関連曲                                     |
| 2月22日  | 何度だって、好き。〜告白実行委員会〜                                                               | HoneyWorks feat. 成海聖奈（雨宮天） | 「可愛くなりたい」                                                                                | 『告白実行委員会〜恋愛シリーズ〜』関連曲                                              |
| 2月22日  | 何度だって、好き。〜告白実行委員会〜                                                               | HoneyWorks feat. 濱中翠（Gero）、成海聖奈（雨宮天） | 「日曜日の秘密」                                                                                  | 『告白実行委員会〜恋愛シリーズ〜』関連曲                                              |
| 3月8日   | TVアニメ『この素晴らしい世界に祝福を！2』キャラクターソングアルバム「十八番尽くしの歌宴に祝杯を!」 | アクア（雨宮天） | 「わたし音頭」                                                                                    | テレビアニメ『この素晴らしい世界に祝福を！2』関連曲                                   |
| 3月9日   | THE IDOLM@STER LIVE THE@TER SOLO COLLECTION 04 Starlight Theater                                   | 北沢志保（雨宮天） | 「リフレインキス」                                                                                | ゲーム『アイドルマスター ミリオンライブ！』関連曲                                     |
| 5月24日  | WWW.WORKING!! BD・DVD第7巻限定版特典CD                                                             | 東田大輔（中村悠一）、宮越華（戸松遥）、足立正広（内山昂輝）、村主さゆり（日笠陽子）、鎌倉志保（雨宮天）、進藤ユータ（小野賢章）                                                                                               | 「無重力フィーバー（special ver.）」                                                              | テレビアニメ『WWW.WORKING!!』エンディングテーマ                                       |
| 6月7日   | 魔法科高校の劣等生 ソングブック                                                                    | 光井ほのか（雨宮天）、北山雫（巽悠衣子） | 「BesTie」                                                                                        | テレビアニメ『魔法科高校の劣等生』関連曲                                              |
| 6月28日  | 亜人ちゃんは語りたい BD・DVD第4巻特典CD                                                            | クルツ（雨宮天） | 「Breakthrough!」                                                                                 | テレビアニメ『亜人ちゃんは語りたい』関連曲                                            |
| 7月26日  | ホシノキズナ                                                                                       | 神樹ヶ峰女学園星守クラス | 「ホシノキズナ」                                                                                  | テレビアニメ『バトルガール ハイスクール』オープニングテーマ                           |
| 7月26日  | THE IDOLM@STER MILLION THE@TER GENERATION 01 Brand New Theater!                                    | 765 MILLION ALLSTARS | 「Brand New Theater!」                                                                            | ゲーム『アイドルマスター ミリオンライブ！ シアターデイズ』テーマソング                |
| 7月26日  | THE IDOLM@STER MILLION THE@TER GENERATION 01 Brand New Theater!                                    | 765 MILLION ALLSTARS | 「Dreaming!」                                                                                     | ゲーム『アイドルマスター ミリオンライブ！ シアターデイズ』関連曲                      |
| 8月23日  | Million Smile/101匹目の羊                                                                          | アクア（雨宮天）、めぐみん（高橋李依）、ダクネス（茅野愛衣） | 「101匹目の羊」                                                                                   | ゲーム『この素晴らしい世界に祝福を！-この欲深いゲームに審判を！-』オープニングテーマ  |
| 9月20日  | THE IDOLM@STER MILLION LIVE! M@STER SPARKLE 02                                                     | 北沢志保（雨宮天） | 「CAT CROSSING」                                                                                  | ゲーム『アイドルマスター ミリオンライブ！ シアターデイズ』関連曲                      |
| 11月22日 | THE IDOLM@STER MILLION THE@TER GENERATION 02 フェアリースターズ                                    | フェアリースターズ | 「FairyTaleじゃいられない」                                                                       | ゲーム『アイドルマスター ミリオンライブ！ シアターデイズ』関連曲                      |
| 11月22日 | THE IDOLM@STER MILLION THE@TER GENERATION 02 フェアリースターズ                                    | フェアリースターズ | 「Brand New Theater!」                                                                            | ゲーム『アイドルマスター ミリオンライブ！ シアターデイズ』関連曲                      |
| 11月22日 | バトルガール ハイスクール BD・DVD第1巻特典CD                                                       | 成海遥香（雨宮天） | 「ホシノキズナ」 「Believe in Stars」 「POP☆Girls!」 「空色メモリーズ」                           | テレビアニメ『バトルガール ハイスクール』関連曲                                       |
| 11月27日 | アイドルマスター ミリオンライブ！ Blooming Clover 第1巻限定版 オリジナルCD                         | 矢吹可奈（木戸衣吹）、北沢志保（雨宮天） | 「L・O・B・M」                                                                                    | 漫画『アイドルマスター ミリオンライブ！ Blooming Clover』関連曲                       |
| 11月27日 | アイドルマスター ミリオンライブ！ Blooming Clover 第1巻限定版 オリジナルCD                         | 北沢志保（雨宮天） | 「DREAM」                                                                                         | 漫画『アイドルマスター ミリオンライブ！ Blooming Clover』関連曲                       |
| 2018年   | | |                                                                                                   |                                                                                       |
| 4月4日   | THE IDOLM@STER MILLION LIVE! M@STER SPARKLE 08                                                     | 765 MILLION ALLSTARS | 「Brand New Theater!」                                                                            | ゲーム『アイドルマスター ミリオンライブ！ シアターデイズ』関連曲                      |
| 5月30日  | THE IDOLM@STER MILLION THE@TER GENERATION 08 EScape                                                | EScape | 「Melty Fantasia」 「I.D 〜EScape from Utopia〜」                                                 | ゲーム『アイドルマスター ミリオンライブ！ シアターデイズ』関連曲                      |
| 6月1日   | THE IDOLM@STER LIVE THE@TER SOLO COLLECTION 06 フェアリースターズ                                  | 北沢志保（雨宮天） | 「Flooding」                                                                                      | 漫画『アイドルマスター ミリオンライブ！』関連曲                                       |
| 8月29日  | THE IDOLM@STER MILLION THE@TER GENERATION 11 UNION!!                                               | 765 MILLION ALLSTARS | 「UNION!!」 「Welcome!!」                                                                         | ゲーム『アイドルマスター ミリオンライブ！ シアターデイズ』関連曲                      |
| 10月3日  | 不可思議のカルテ                                                                                   | スイートバレット | 「BABY!」                                                                                         | テレビアニメ『青春ブタ野郎はバニーガール先輩の夢を見ない』挿入歌                      |
| 11月28日 | KI-te MI-te HIT PARADE!                                                                            | 団長アーサー（雨宮天） | 「Leading Swords!!!!!!」                                                                          | テレビアニメ『叛逆性ミリオンアーサー』関連曲                                          |
| 2019年   | | |                                                                                                   |                                                                                       |
| 1月30日  | プリンセスコネクト！Re:Dive PRICONNE CHARACTER SONG 07                                             | シノブ（大坪由佳）、ミヤコ（雨宮天） | 「もっと！ふたりのパ〜ティ〜ナイト」                                                              | ゲーム『プリンセスコネクト！Re:Dive』関連曲                                           |
| 4月26日  | THE IDOLM@STER THE@TER SOLO COLLECTION 07 FAIRY STARS                                              | 北沢志保（雨宮天） | 「Melty Fantasia」                                                                                | ゲーム『アイドルマスター ミリオンライブ！ シアターデイズ』関連曲                      |
| 5月29日  | 異世界かるてっと/異世界ガールズ♡トーク                                                             | アルベド（原由実）、アクア（雨宮天）、エミリア（高橋李依）、ターニャ（悠木碧） | 「異世界ガールズ♡トーク」                                                                         | テレビアニメ『異世界かるてっと』エンディングテーマ                                    |
| 6月27日  | アイドルマスター ミリオンライブ！ Blooming Clover 第5巻限定版 オリジナルCD                         | 矢吹可奈（木戸衣吹）、北沢志保（雨宮天）、箱崎星梨花（麻倉もも）、高坂海美（上田麗奈） | 「Clover Days」                                                                                   | 漫画『アイドルマスター ミリオンライブ！ Blooming Clover』関連曲                       |
| 6月27日  | アイドルマスター ミリオンライブ！ Blooming Clover 第5巻限定版 オリジナルCD                         | 矢吹可奈（木戸衣吹）、北沢志保（雨宮天） | 「メリー」                                                                                        | 漫画『アイドルマスター ミリオンライブ！ Blooming Clover』関連曲                       |
| 7月24日  | THE IDOLM@STER MILLION THE@TER WAVE 01 Flyers!!!                                                   | 765 MILLION ALLSTARS | 「Flyers!!!」                                                                                     | ゲーム『アイドルマスター ミリオンライブ！ シアターデイズ』関連曲                      |
| 9月4日   | マイ・ホーム・タウン                                                                               | アクア（雨宮天）、めぐみん（高橋李依）、ダクネス（茅野愛衣） | 「マイ・ホーム・タウン」                                                                          | 劇場アニメ『映画 この素晴らしい世界に祝福を！紅伝説』エンディングテーマ               |
| 9月4日   | マイ・ホーム・タウン                                                                               | アクア（雨宮天） | 「マイ・ホーム・タウン」                                                                          | 劇場アニメ『映画 この素晴らしい世界に祝福を！紅伝説』関連曲                           |
| 10月23日 | 余白のほんね                                                                                       | 環いろは（麻倉もも）、七海やちよ（雨宮天）、由比鶴乃（夏川椎菜）、深月フェリシア（佐倉綾音）、二葉さな（小倉唯） | 「ホームメイド」                                                                                  | ゲーム『マギアレコード 魔法少女まどか☆マギカ外伝』関連曲                              |
| 2020年   | | |                                                                                                   |                                                                                       |
| 1月15日  | 好きすぎてやばい。〜告白実行委員会キャラクターソング集〜                                           | HoneyWorks feat. 成海聖奈（雨宮天） | 「ワタシノテンシ」                                                                                | 『告白実行委員会〜恋愛シリーズ〜』関連曲                                              |
| 2月5日   | チューリングラブ feat.Sou/ピヨ 期間生産限定盤                                                      | 雪村心夜（内田雄馬）、氷室菖蒲（雨宮天）、奏言葉（原奈津子）、棘田恵那（大森日雅）、犬飼虎輔（福島潤） | 「チューリングラブ」                                                                              | テレビアニメ『理系が恋に落ちたので証明してみた。』関連曲                              |
| 2月29日  | 劇場版 ハイスクール・フリート 七週目来場者特典 キャラクターソングシリアルコード                    | 知名もえか（雨宮天） | 「True Friend Ship」                                                                              | 劇場アニメ『劇場版 ハイスクール・フリート』関連曲                                     |
| 5月10日  | TRINITYAiLE「Aile to Yell」限定特別仕様CD                                                          | TRINITYAiLE | 「Aile to Yell」                                                                                  | 『IDOLY PRIDE』関連曲                                                                 |
| 7月29日  | THE IDOLM@STER THE@TER CHALLENGE 03                                                                | 野々原茜（小笠原早紀）、島原エレナ（角元明日香）、桜守歌織（香里有佐）、二階堂千鶴（野村香菜子）、北沢志保（雨宮天） | 「クルリウタ」 「DIAMOND DAYS」                                                                   | ゲーム『アイドルマスター ミリオンライブ！ シアターデイズ』関連曲                      |
| 8月26日  | THE IDOLM@STER MILLION THE@TER WAVE 10 Glow Map                                                    | 765 MILLION ALLSTARS | 「Glow Map」                                                                                      | ゲーム『アイドルマスター ミリオンライブ！ シアターデイズ』関連曲                      |
| 9月9日   | 「バトルガール ハイスクール」キャラクターボーカルシリーズ 清律音楽学院編                           | 成海遥香（雨宮天）、煌上花音（本渡楓）、楠明日葉（田村睦心）、南ひなた（五十嵐裕美）、サドネ（悠木碧）、朝比奈心美（原田ひとみ）                                                                                               | 「空色メモリーズ」                                                                                | ゲーム『バトルガール ハイスクール』関連曲                                             |
| 9月23日  | THE IDOLM@STER MILLION THE@TER WAVE 11 オペラセリア・煌輝座                                        | オペラセリア・煌輝座 | 「Parade d'amour」 「星宙のVoyage」                                                               | ゲーム『アイドルマスター ミリオンライブ！ シアターデイズ』関連曲                      |
| 10月21日 | It's so fine!/雨やどり                                                                             | アクア（雨宮天）、めぐみん（高橋李依）、ダクネス（茅野愛衣） | 「雨やどり」                                                                                      | ゲーム『この素晴らしい世界に祝福を！ 〜この欲望の衣装に寵愛を！〜』エンディングテーマ |
| 10月21日 | It's so fine!/雨やどり                                                                             | アクア（雨宮天） | 「雨やどり」                                                                                      | ゲーム『この素晴らしい世界に祝福を！ 〜この欲望の衣装に寵愛を！〜』エンディングテーマ |
| 10月21日 | シス×ラブ feat.成海聖奈×成海萌奈/水曜日の約束-another story- feat.成海聖奈                         | HoneyWorks feat. 成海聖奈（雨宮天）、成海萌奈（夏川椎菜） | 「シス×ラブ」                                                                                     | ゲーム『HoneyWorks Premium Live』オープニングテーマ                                   |
| 10月21日 | シス×ラブ feat.成海聖奈×成海萌奈/水曜日の約束-another story- feat.成海聖奈                         | HoneyWorks feat. 成海聖奈（雨宮天） | 「水曜日の約束-another story-」                                                                   | ゲーム『HoneyWorks Premium Live』オープニングテーマ                                   |
| 10月28日 | 彼女、お借りします BD第1巻特典CD                                                                   | 水原千鶴（雨宮天） | 「Favorite Lover」 「DATE」                                                                       | テレビアニメ『彼女、お借りします』関連曲                                              |
| 11月11日 | 氷の鳥籠                                                                                           | アリスリーゼ・ルゥ・ネビュリス9世（雨宮天） | 「氷の鳥籠」                                                                                      | テレビアニメ『キミと僕の最後の戦場、あるいは世界が始まる聖戦』エンディングテーマ      |
| 11月11日 | 氷の鳥籠                                                                                           | アリスリーゼ・ルゥ・ネビュリス9世（雨宮天） | 「奏響エトランゼ」                                                                                | テレビアニメ『キミと僕の最後の戦場、あるいは世界が始まる聖戦』挿入歌                  |
| 12月31日 | アズールレーンキャラクターソング Vol.03 A&B セット                                                 | イラストリアス（雨宮天）、ボルチモア（高橋未奈美）、ダイドー（青木瑠璃子）、タシュケント（井澤詩織）、アルバコア（種﨑敦美）                                                                                                   | 「Blue Sprit」                                                                                    | ゲーム『アズールレーン』関連曲                                                        |
| 2021年   | | |                                                                                                   |                                                                                       |
| 1月27日  | 彼女、お借りします ゲーマーズ全巻購入特典CD                                                        | 水原千鶴（雨宮天）、七海麻美（悠木碧）、更科瑠夏（東山奈央）、桜沢墨（高橋李依） | 「Favorite Lover」                                                                                | テレビアニメ『彼女、お借りします』関連曲                                              |
| 2月17日  | 魔法科高校の劣等生 来訪者編 BD＆DVD第3巻完全生産限定版 特典CD                                      | 光井ほのか（雨宮天）、ピクシー（東山奈央） | 「ハートRe:boot」                                                                                 | テレビアニメ『魔法科高校の劣等生 来訪者編』関連曲                                     |
| 2月24日  | réaliser                                                                                           | TRINITYAiLE | 「réaliser」                                                                                      | テレビアニメ『IDOLY PRIDE』関連曲                                                     |
| 5月22日  | THE IDOLM@STER LIVE THE@TER SOLO COLLECTION 08 Fairy Stars                                         | 北沢志保（雨宮天） | 「I.D 〜EScape from Utopia〜」                                                                    | ゲーム『アイドルマスター ミリオンライブ！ シアターデイズ』関連曲                      |
| 7月28日  | THE IDOLM@STER MILLION THE@TER SEASON Harmony 4 You                                                | 765 MILLION ALLSTARS | 「Harmony 4 You」                                                                                 | ゲーム『アイドルマスター ミリオンライブ！ シアターデイズ』関連曲                      |
| 7月28日  | THE IDOLM@STER MILLION THE@TER SEASON Harmony 4 You                                                | フェアリースターズ | 「EVERYDAY STARS!!」                                                                              | ゲーム『アイドルマスター ミリオンライブ！ シアターデイズ』関連曲                      |
| 9月29日  | THE IDOLM@STER MILLION LIVE! M@STER SPARKLE2 01                                                    | 北沢志保（雨宮天） | 「Purple Sky」                                                                                    | ゲーム『アイドルマスター ミリオンライブ！ シアターデイズ』関連曲                      |
| 10月27日 | 見える子ちゃん メインテーマCD                                                                      | 四谷みこ（雨宮天） | 「見えないからね!?」                                                                              | テレビアニメ『見える子ちゃん』オープニングテーマ                                      |
| 10月27日 | 見える子ちゃん メインテーマCD                                                                      | 四谷みこ（雨宮天） | 「ミタナ？ ミタヨネ?? ミテルヨネ???」                                                             | テレビアニメ『見える子ちゃん』エンディングテーマ                                      |
| 10月27日 | 魔法科高校の優等生 BD＆DVD第2巻完全生産限定版 特典CD                                               | 光井ほのか（雨宮天）、北山雫（巽悠衣子）、明智英美（西明日香） | 「永久迷宮?!NO THANK YOU!!」                                                                      | テレビアニメ『魔法科高校の優等生』関連曲                                              |
| 12月22日 | 魔法科高校の優等生 BD・DVD第4巻特典CD                                                              | 光井ほのか（雨宮天）、北山雫（巽悠衣子） | 「Chatting ∞ ダイアリー」                                                                         | テレビアニメ『魔法科高校の優等生』関連曲                                              |
| 12月22日 | IDOLY PRIDE Collection Album [約束]                                                                | TRINITYAiLE | 「les plumes」 「lumière」                                                                        | 『IDOLY PRIDE』関連曲                                                                 |
| 2022年   | | |                                                                                                   |                                                                                       |
| 1月26日  | プリンセスコネクト！Re:Dive PRICONNE CHARACTER SONG 25                                             | ミヤコ（雨宮天） | 「ぷりん・あ・ら・くりすますなの！」                                                              | ゲーム『プリンセスコネクト！Re:Dive』関連曲                                           |
| 2月12日  | THE IDOLM@STER LIVE THE@TER SOLO COLLECTION 09 Fairy Stars                                         | 北沢志保（雨宮天） | 「FairyTaleじゃいられない」                                                                       | ゲーム『アイドルマスター ミリオンライブ！ シアターデイズ』関連曲                      |
| 4月27日  | 明日ちゃんのセーラー服 BD / DVD 第1巻完全生産限定版特典CD                                          | 蠟梅学園中等部1年3組 | 「はじまりのセツナ」                                                                              | テレビアニメ『明日ちゃんのセーラー服』オープニングテーマ                              |
| 5月18日  | ビビっとラブ/CHiCO with HoneyWorks meets まふまふ アニメ盤                                         | 雪村心夜（内田雄馬）、氷室菖蒲（雨宮天） | 「ビビっとラブ」                                                                                  | テレビアニメ『理系が恋に落ちたので証明してみた。r=1-sinθ』関連曲                      |
| 6月27日  | アイドルマスター ミリオンライブ！ Blooming Clover 第11巻限定版 オリジナルCD                        | 如月千早（今井麻美）、北沢志保（雨宮天） | 「shy→shining」                                                                                   | 漫画『アイドルマスター ミリオンライブ！ Blooming Clover』関連曲                       |
| 6月29日  | それを人は“青春”と呼んだ                                                                           | 長瀬琴乃（橘美來）、川咲さくら（菅野真衣）、神崎莉央（戸松遥）、天動瑠依（雨宮天） | 「それを人は“青春”と呼んだ」                                                                      | ゲーム『IDOLY PRIDE』関連曲                                                           |
| 7月27日  | THE IDOLM@STER MILLION THE@TER SEASON 夢にかけるRainbow                                            | 765 MILLION ALLSTARS | 「夢にかけるRainbow」                                                                             | ゲーム『アイドルマスター ミリオンライブ！ シアターデイズ』関連曲                      |
| 7月27日  | THE IDOLM@STER MILLION THE@TER SEASON 夢にかけるRainbow                                            | フェアリースターズ | 「夢にかけるRainbow」                                                                             | ゲーム『アイドルマスター ミリオンライブ！ シアターデイズ』関連曲                      |
| 10月26日 | THE IDOLM@STER MILLION THE@TER SEASON SHADE OF SPADE                                               | SHADE OF SPADE | 「ESPADA」 「Harmony 4 You」                                                                      | ゲーム『アイドルマスター ミリオンライブ！ シアターデイズ』関連曲                      |
| 10月26日 | THE IDOLM@STER MILLION THE@TER SEASON SHADE OF SPADE                                               | 永吉昴（斉藤佑圭）、双海亜美（下田麻美）、エミリー スチュアート（郁原ゆう）、北沢志保（雨宮天） | 「スペードのQ」                                                                                   | ゲーム『アイドルマスター ミリオンライブ！ シアターデイズ』関連曲                      |
| 10月28日 | ヒロインたるもの！〜嫌われヒロインと内緒のお仕事〜 BD / DVD 第4巻完全生産限定版特典特典CD          | HoneyWorks feat. 成海聖奈（雨宮天）、成海萌奈（夏川椎菜） | 「夢ファンファーレ」                                                                              | テレビアニメ『ヒロインたるもの!〜嫌われヒロインと内緒のお仕事〜』エンディングテーマ   |
| 11月23日 | この素晴らしい世界に祝福を！ファンタスティックデイズ ソング・コレクション                          | アクア（雨宮天）、めぐみん（高橋李依）、ダクネス（茅野愛衣）、カズマ（福島潤） | 「わが人生最良の日」                                                                              | ゲーム『この素晴らしい世界に祝福を！ファンタスティックデイズ』第1部エンディングテーマ |
| 11月23日 | この素晴らしい世界に祝福を！ファンタスティックデイズ ソング・コレクション                          | 爆裂女神ララティーナ with カズマP（福島潤） | 「Best Party」                                                                                    | ゲーム『この素晴らしい世界に祝福を！ファンタスティックデイズ』関連曲                  |
| 11月23日 | この素晴らしい世界に祝福を！ファンタスティックデイズ ソング・コレクション                          | アクア（雨宮天） | 「わが人生最良の日」                                                                              |                                                                                       |
| 11月25日 | フレッジ                                                                                           | 環いろは（麻倉もも）、七海やちよ（雨宮天）、由比鶴乃（夏川椎菜）、深月フェリシア（佐倉綾音）、二葉さな（小倉唯）、環うい（石見舞菜香）                                                                                         | 「フレッジ」                                                                                      | ゲーム『マギアレコード 魔法少女まどか☆マギカ外伝』第2部エンディングテーマ             |
| 12月14日 | THE IDOLM@STER MILLION THE@TER VARIETY 02                                                          | 765 MILLION ALLSTARS | 「Brand New Theater! 〜Brand New Year Ver.〜」                                                    | ゲーム『アイドルマスター ミリオンライブ！ シアターデイズ』関連曲                      |
| 12月24日 | Magical Melody                                                                                     | TRINITYAiLE、初音ミク | 「Magical Melody」                                                                                | 『IDOLY PRIDE』関連曲                                                                 |
| 2023年   | | |                                                                                                   |                                                                                       |
| 1月14日  | THE IDOLM@STER LIVE THE@TER SOLO COLLECTION 11 Fairy Stars                                         | 北沢志保（雨宮天） | 「Parade d'amour」                                                                                | ゲーム『アイドルマスター ミリオンライブ！ シアターデイズ』関連曲                      |
| 1月25日  | 彼女、お借りします ゲーマーズ全巻購入特典CD                                                        | 水原千鶴（雨宮天）、七海麻美（悠木碧）、更科瑠夏（東山奈央）、桜沢墨（高橋李依） | 「今夜の月は綺麗ですね」                                                                          | テレビアニメ『彼女、お借りします』関連曲                                              |
| 2月1日   | IDOLY PRIDE Collection Album [未来]                                                                | TRINITYAiLE | 「Magical Melody(TRINITYAiLE ver.)」                                                              | 『IDOLY PRIDE』関連曲                                                                 |
| 2月1日   | IDOLY PRIDE Collection Album [未来]                                                                | 天動瑠依（雨宮天）、兵藤雫（首藤志奈） | 「クロッカスの扉」                                                                                | 『IDOLY PRIDE』関連曲                                                                 |
| 2月22日  | THE IDOLM@STER MILLION THE@TER SEASON FINAL                                                        | 佐竹美奈子（大関英里）、北沢志保（雨宮天）、天海春香（中村繪里子）、舞浜歩（戸田めぐみ）、松田亜利沙（村川梨衣） | 「オレンジ・エピソード」                                                                          | ゲーム『アイドルマスター ミリオンライブ！ シアターデイズ』関連曲                      |
| 3月5日   | 彼女、お借りします スペシャルイベント バンドルグッズ                                               | 水原千鶴（雨宮天） | 「今夜の月は綺麗ですね -水原千鶴 ver.-」                                                          | テレビアニメ『彼女、お借りします』関連曲                                              |
| 3月15日  | ねぇ、好きって痛いよ。〜「告白実行委員会」キャラクターソング集〜                                   | HoneyWorks feat. 成海聖奈（雨宮天） | 「火曜日はチューデイ-another story-」 「木曜日のスキャンダル」                                    | 『告白実行委員会〜恋愛シリーズ〜』関連曲                                              |
| 3月23日  | THE IDOLM@STER 765 MILLION ALLSTARS BEST                                                           | 765 MILLION ALLSTARS | 「Thank You!（765 MILLION ALLSTARS ver.）」 「夢にかけるRainbow（Brand New Ver.）」 「Crossing!」 | ゲーム『アイドルマスター ミリオンライブ！ シアターデイズ』関連曲                      |
| 3月23日  | THE IDOLM@STER LIVE THE@TER BEST                                                                   | スコーピオ | 「リフレインキス（Brand New Ver.）」                                                              | ゲーム『アイドルマスター ミリオンライブ！ シアターデイズ』関連曲                      |
| 3月23日  | THE IDOLM@STER LIVE THE@TER BEST                                                                   | Starlight Melody | 「Starry Melody（Brand New Ver.）」                                                               | ゲーム『アイドルマスター ミリオンライブ！ シアターデイズ』関連曲                      |
| 4月22日  | THE IDOLM@STER LIVE THE@TER SOLO COLLECTION 12 Fairy Stars                                         | 北沢志保（雨宮天） | 「スペードのQ」                                                                                   | ゲーム『アイドルマスター ミリオンライブ！ シアターデイズ』関連曲                      |
| 7月26日  | THE IDOLM@STER MILLION LIVE! グッドサイン                                                          | 765 MILLION ALLSTARS | 「グッドサイン」                                                                                  | ゲーム『アイドルマスター ミリオンライブ！ シアターデイズ』関連曲                      |
| 7月26日  | THE IDOLM@STER MILLION LIVE! グッドサイン                                                          | フェアリースターズ | 「グッドサイン」                                                                                  | ゲーム『アイドルマスター ミリオンライブ！ シアターデイズ』関連曲                      |
| 8月23日  | THE IDOLM@STER MILLION ANIMATION THE@TER『Rat A Tat!!!』                                           | MILLIONSTARS | 「Rat A Tat!!!」                                                                                  | テレビアニメ『アイドルマスター ミリオンライブ！』オープニングテーマ                   |
| 8月23日  | THE IDOLM@STER MILLION ANIMATION THE@TER『Rat A Tat!!!』                                           | MILLIONSTARS | 「セブンカウント」                                                                                | テレビアニメ『アイドルマスター ミリオンライブ！』イメージソング                       |
| 9月20日  | THE IDOLM@STER MILLION ANIMATION THE@TER MILLIONSTARS Team1st『Star Impression』                   | MILLIONSTARS Team1st | 「Star Impression」                                                                               | テレビアニメ『アイドルマスター ミリオンライブ！』挿入歌                               |
| 10月25日 | スペシャルエンディングテーマCD File.04                                                             | リリィ（雨宮天） | 「花の日」                                                                                        | テレビアニメ『スパイ教室』エンディングテーマ                                          |
| 11月29日 | 青春ブタ野郎はおでかけシスターの夢を見ない Blu-ray＆DVD 特典Original Soundtrack                    | スイートバレット | 「ミューズになっちゃう」 「オトメノート」                                                         | 劇場アニメ『青春ブタ野郎はおでかけシスターの夢を見ない』劇中歌                        |
| 2024年   | | |                                                                                                   |                                                                                       |
| 2月21日  | THE IDOLM@STER MILLION ANIMATION THE@TER START THE DREAM                                           | MILLIONSTARS | 「REFRAIN REL@TION」 「Brand New Theater!」                                                       | テレビアニメ『アイドルマスター ミリオンライブ！』挿入歌                               |
| 2月21日  | THE IDOLM@STER MILLION ANIMATION THE@TER START THE DREAM                                           | MILLIONSTARS | 「Thank You!（Acoustic ver.）」                                                                   | テレビアニメ『アイドルマスター ミリオンライブ！』挿入歌                               |
| 2月21日  | THE IDOLM@STER MILLION ANIMATION THE@TER START THE DREAM                                           | 如月千早（今井麻美）、最上静香（田所あずさ）、北沢志保（雨宮天）、箱崎星梨花（麻倉もも） | 「G線上のアリア」                                                                                 | テレビアニメ『アイドルマスター ミリオンライブ！』挿入歌                               |
| 2月23日  | アイドルマスター ミリオンライブ！ BD 特装版第2巻 特典CD                                            | MILLIONSTARS Team1st | 「Rat A Tat!!!」                                                                                  | テレビアニメ『アイドルマスター ミリオンライブ！』関連曲                               |
| 2月24日  | THE IDOLM@STER LIVE THE@TER SOLO COLLECTION 「REFRAIN REL@TION」 Fairy Stars                       | 北沢志保（雨宮天） | 「REFRAIN REL@TION」                                                                              | テレビアニメ『アイドルマスター ミリオンライブ！』関連曲                               |
| 3月7日   | AVIOT TE-D01v-KSB（アニメ「この素晴らしい世界に祝福を！コラボモデル）スペシャル特典CD              | アクア（雨宮天） | 「出がらし女神の歌」                                                                              | テレビアニメ『この素晴らしい世界に祝福を！』挿入歌                                    |
| 3月20日  | IDOLY PRIDE Collection Album [chronicle]                                                           | TRINITYAiLE | 「ひめごとリップ」 「チョコラブキッス」 「Victoire」                                              | 『IDOLY PRIDE』関連曲                                                                 |
| 3月20日  | IDOLY PRIDE Collection Album [chronicle]                                                           | 長瀬琴乃（橘美來）、川咲さくら（菅野真衣）、天動瑠依（雨宮天）、神崎莉央（戸松遥）、fran（Lynn） | 「友達だよ、いつの日も」                                                                          | 『IDOLY PRIDE』関連曲                                                                 |
| 3月27日  | THE IDOLM@STER MILLION C@STING 03 ミステイク・マーダー！                                           | 田中琴葉（種田梨沙）、豊川風花（末柄里恵）、春日未来（山崎はるか）、北沢志保（雨宮天）、七尾百合子（伊藤美来） | 「ミステイク・マーダー！」                                                                        | ゲーム『アイドルマスター ミリオンライブ！ シアターデイズ』関連曲                      |
| 4月10日  | あの日のままのぼくら                                                                               | アクア（雨宮天）、めぐみん（高橋李依）、ダクネス（茅野愛衣） | 「あの日のままのぼくら」                                                                          | テレビアニメ『この素晴らしい世界に祝福を！３』エンディングテーマ                      |
| 4月10日  | あの日のままのぼくら                                                                               | アクア（雨宮天） | 「あの日のままのぼくら」                                                                          | テレビアニメ『この素晴らしい世界に祝福を！３』関連曲                                  |
| 6月26日  | この素晴らしい世界に祝福を!「このラッキートリガーに祝福を!」SONG COLLECTION                        | カズマ（福島潤）、アクア（雨宮天）、めぐみん（高橋李依）、ダクネス（茅野愛衣） | 「Not Alone」                                                                                     | パチンコ『このラッキートリガーに祝福を！』関連曲                                      |
| 6月26日  | この素晴らしい世界に祝福を!「このラッキートリガーに祝福を!」SONG COLLECTION                        | アクア（雨宮天） | 「セイクリッドシュワシュワ」                                                                      | パチンコ『このラッキートリガーに祝福を！』関連曲                                      |
| 7月26日  | アイドルマスター ミリオンライブ！ Blooming Clover 第16巻限定版 オリジナルCD                        | 矢吹可奈（木戸衣吹）、北沢志保（雨宮天）、箱崎星梨花（麻倉もも）、高坂海美（上田麗奈） | 「Believe Clover」 「いっしょ」                                                                   | 漫画『アイドルマスター ミリオンライブ！ Blooming Clover』関連曲                       |
| 7⽉31⽇  | THE IDOLM@STER MILLION LIVE! 7Days A Week!!                                                        | 765 MILLION ALLSTARS | 「7Days A Week!!」 「DIAMOND DAYS」                                                               | ゲーム『アイドルマスター ミリオンライブ！ シアターデイズ』関連曲                      |
| 7⽉31⽇  | THE IDOLM@STER MILLION LIVE! 7Days A Week!!                                                        | 田中琴葉（種田梨沙）、豊川風花（末柄里恵）、春日未来（山崎はるか）、北沢志保（雨宮天）、七尾百合子（伊藤美来） | 「DIAMOND DAYS」                                                                                  | ゲーム『アイドルマスター ミリオンライブ！ シアターデイズ』関連曲                      |
| 7⽉31⽇  | THE IDOLM@STER LIVE THE@TER SOLO COLLECTION 「DIAMOND DAYS」 FAIRY STARS                           | 北沢志保（雨宮天） | 「DIAMOND DAYS」                                                                                  | ゲーム『アイドルマスター ミリオンライブ！ シアターデイズ』関連曲                      |
| 7月6日   | おすすめの子 feat. 成海聖奈                                                                        | HoneyWorks feat. 成海聖奈（雨宮天） | 「おすすめの子 feat. 成海聖奈」                                                                   | 『告白実行委員会〜恋愛シリーズ〜』関連曲                                              |
| 8月28日  | 超絶あざといお前らの姫                                                                             | 成海聖奈（雨宮天）、成海萌奈（夏川椎菜） | 「可愛い理由 feat. 成海聖奈×成海萌奈」                                                            | 『告白実行委員会〜恋愛シリーズ〜』関連曲                                              |
| 10月16日 | TVアニメ『響け！ユーフォニアム3』キャラクターソングシングル Vol.2                                  | 久石奏（雨宮天）、剣崎梨々花（杉浦しおり） | 「ラブリー♡ I know」                                                                              | テレビアニメ『響け!ユーフォニアム3』関連曲                                            |
| 11月9日  | THE IDOLM@STER LIVE THE@TER SOLO COLLECTION 13 FAIRY STARS                                         | 北沢志保（雨宮天） | 「オレンジ・エピソード」                                                                          | ゲーム『アイドルマスター ミリオンライブ！ シアターデイズ』関連曲                      |
| 11月28日 | 彼女、お借りします 〜水平線と水着の彼女〜 限定盤特典サウンドトラック                               | 水原千鶴（雨宮天）、七海麻美（悠木碧）、更科瑠夏（東山奈央）、桜沢墨（高橋李依）、八重森みに（芹澤優） | 「サイダーの向こう」                                                                              | ゲーム『彼女、お借りします 〜水平線と水着の彼女〜』オープニングテーマ                 |
| 11月28日 | 彼女、お借りします 〜水平線と水着の彼女〜 限定盤特典サウンドトラック                               | 水原千鶴（雨宮天） | 「サイダーの向こう -水原千鶴 ver.-」                                                              | ゲーム『彼女、お借りします 〜水平線と水着の彼女〜』関連曲                             |
| 2025年   | | |                                                                                                   |                                                                                       |
| 2月26日  | THE IDOLM@STER MILLION ARMOR ACE＆BEYOND                                                           | 星井美希（長谷川明子）、北沢志保（雨宮天）、エミリー・スチュアート（郁原ゆう）、高山紗代子（駒形友梨）、中谷育（原嶋あかり）                                                                                                   | 「Lullaby for Armors」                                                                            | ゲーム『アイドルマスター ミリオンライブ！ シアターデイズ』関連曲                      |
| 2月26日  | THE IDOLM@STER MILLION MOVEMENT OF STARDOM ROAD 07 All Alone                                       | エミリー・スチュアート（郁原ゆう）、北上麗花（平山笑美）、春日未来（山崎はるか）、北沢志保（雨宮天） | 「All Alone」                                                                                     | ゲーム『アイドルマスター ミリオンライブ！ シアターデイズ』関連曲                      |
| 3月19日  | ハニワ曲歌ってみた ～10th Anniversary 声優コラボレーション～                                       | 雨宮天 as 成海聖奈（雨宮天） | 「可愛くてごめん」                                                                                | 『告白実行委員会〜恋愛シリーズ〜』関連曲                                              |
| 3月19日  | IDOLY PRIDE Collection Album [Resonance]                                                           | TRINITYAiLE | 「Fantastique!」 「Brand new day」                                                                | 『IDOLY PRIDE』関連曲                                                                 |
| 4月30日  | Para Bellum                                                                                        | feat.アリスリーゼ・ルゥ・ネビュリス9世（雨宮天） | 「Para Bellum」                                                                                   | テレビアニメ『キミと僕の最後の戦場、あるいは世界が始まる聖戦 Season II』関連曲        |
| 5月21日  | Colorful×Parallel                                                                                  | Sweet Rouge | 「Colorful×Parallel」                                                                             | 『IDOLY PRIDE』関連曲                                                                 |
| 5月28日  | Perfect Parfait Parade                                                                             | ジャンヌ（雨宮天）、アオジル（石上静香） | 「Perfect Parfait Parade」                                                                        | テレビアニメ『＃コンパス2.0 戦闘摂理解析システム』関連曲                              |
| 7月9日   | ありがとう to You                                                                                  | 星見オールスターズ | 「ありがとう to You」                                                                             | 『IDOLY PRIDE』関連曲                                                                 |
| 7月30日  | THE IDOLM@STER MILLION LIVE! 蝶々むすび                                                            | 765 MILLION ALLSTARS | 「蝶々むすび」                                                                                    | ゲーム『アイドルマスター ミリオンライブ！ シアターデイズ』関連曲                      |
| 9月24日  | 青春ブタ野郎はサンタクロースの夢を見ない BD / DVD第1巻 特典                                        | 広川卯月（雨宮天） | 「水平線は僕の古傷 広川卯月 Full Ver.」                                                           | テレビアニメ『青春ブタ野郎はサンタクロースの夢を見ない』エンディングテーマ            |
| 9月24日  | 青春ブタ野郎はサンタクロースの夢を見ない BD / DVD第1巻 特典                                        | 広川卯月（雨宮天） | 「不可思議のカルテ 広川卯月 Full Ver.」                                                           | テレビアニメ『青春ブタ野郎はサンタクロースの夢を見ない』関連曲                        |
| 9月24日  | 青春ブタ野郎はサンタクロースの夢を見ない BD / DVD第1巻 特典                                        | 広川卯月（雨宮天） | 「Social World 広川卯月 Full Ver.」                                                               | テレビアニメ『青春ブタ野郎はサンタクロースの夢を見ない』劇中歌                        |
| 9月24日  | 青春ブタ野郎はサンタクロースの夢を見ない BD / DVD第1巻 特典                                        | スイートバレット | 「超音波のメロディ」                                                                              | テレビアニメ『青春ブタ野郎はサンタクロースの夢を見ない』劇中歌                        |

### その他作品

#### その他参加楽曲
| 発売日        | 商品名                          | 歌 | 楽曲                                          | 備考                                                            |
| ------------- | ------------------------------- | --- | --------------------------------------------- | --------------------------------------------------------------- |
| 2020年6月12日 | なんてカラフルな世界！          | オーイシマサヨシ、KISHOW（GRANRODEO）、i☆Ris、亜咲花、雨宮天、東山奈央、幹葉（スピラ・スピカ）、鈴木愛奈、仲村宗悟、伊藤昌弘（Argonavis）                                                  | 「なんてカラフルな世界！」                    | ライブイベント『Animelo Summer Live 2020 -COLORS-』テーマソング |
| 2021年7月2日  | その先の光へ                    | 岡野昭仁 / コーラス - 梶裕貴、雨宮天 | 「その先の光へ」                              | 劇場アニメ『劇場版 七つの大罪 光に呪われし者たち』テーマソング  |
| 2022年3月16日 | シャッフル -Bright 3 Waves-     | 雨宮天 | 「パンプキン・ミート・パイ」 「ラブリルブラ」 |                                                                 |
| 2022年3月16日 | シャッフル -Bright 3 Waves-     | 雨宮天、夏川椎菜 | 「ユメシンデレラ」                            |                                                                 |
| 2022年3月16日 | シャッフル -Bright 3 Waves-     | 麻倉もも、雨宮天 | 「イエローフラッグ」                          |                                                                 |
| 2023年6月16日 | heartbeat-axelator              | Roselia［湊友希那（相羽あいな）］、愛美、雨宮天、オーイシマサヨシ、Paradox Live［朱雀野アレン（梶原岳人）］、鈴木このみ、TRUE、三森すずこ、勇-YOU-（SCREEN mode）、YOU-TA（MADKID）、ReoNa | 「heartbeat-axelator」                        | ライブイベント『Animelo Summer Live 2023 -AXEL-』テーマソング   |
| 2023年12月6日 | SID Tribute Album -Anime Songs- | 雨宮天 | 「delete」                                    |                                                                 |

#### その他参加映像作品
- THE IDOLM@STER MILLION LIVE! シリーズ（2014年 - 2024年） - 12作品[747]
- プラスティック・メモリーズ BD＆DVD1巻 完全生産限定版映像特典 お茶会（2015年）[748]
- 七つの大罪 シリーズ（2015年 - 2018年） - 6作品[749][750][751][752][753]
- 告白実行委員会シリーズ（2016年 - 2023年） - 3作品[754][755][756] - 初回生産限定盤A特典
- 魔法科高校の優等生 ほのかと雫とエイミィの「少女探偵団のガールズトーク」（2021年）[757] - 完全生産限定版特典
- Animelo Summer Live（2018年 - 2024年） - 5作品[758][759][760][761][762]
- この素晴らしいパーティメンバーと遊戯体験を!（2024年） - この素晴らしい世界に祝福を!3 BD＆DVD2巻映像特典 [763]

## 書籍
|     | 発売日         | タイトル                                                | ISBN              |
| --- | -------------- | ------------------------------------------------------- | ----------------- |
| 1st | 2015年10月2日  | 雨宮天ファースト写真集 ソライロ〜青と旅する〜           | 978-4-07-411571-6 |
| 2nd | 2017年12月8日  | 雨宮天の有頂天・纏                                      | 978-4-07-427980-7 |
| 3rd | 2018年9月18日  | 雨宮天写真集 10 looks                                   | 978-4-05-406678-6 |
| 4th | 2019年12月25日 | 雨宮天写真集 High Tension!（ハイテンション）            | 978-4-07-440288-5 |
| 5th | 2023年6月12日  | 雨宮天フォトブック 10 miles to America〜classic〜       | 978-4-07-455090-6 |
| 5th | 2023年6月12日  | 雨宮天フォトブック 10 miles to America〜modern〜        | 978-4-07-455083-8 |
| 6th | 2025年3月25日  | 雨宮天 10th ANNIVERSARY LIVE PHOTO BOOK 「Blue Period」 |                   |

### 連載
- コラム連載「雨宮天の有頂天[764]」（声優グランプリ、2014年3月号 - 2018年1月号[765]）
- コラム連載「雨宮天の10 miles to America[766]」（声優グランプリ、2018年3月号 - 2023年7月号[767]））
- コラム連載「天ちゃんの天晴れ☆トリップ[768]」（声優グランプリ、2023年10月号 - ）

## ライブ・イベント

### スタジオ配信ライブ
| 出演日        | タイトル                                                     |
| ------------- | ------------------------------------------------------------ |
| 2020年9月27日 | LAWSON presents 雨宮天ライブ2020 "Paint it, SKY" Online Live |

### 合同ライブ
| 出演日              | タイトル                                                  | 会場                                  | 備考    |
| ------------------- | --------------------------------------------------------- | ------------------------------------- | ------- |
| 2015年1月25日       | ミュ〜コミ+プラス presents アニメ紅白歌合戦 vol.4         | 国立代々木競技場 第一体育館（東京都） |         |
| 2016年12月3日       | リスアニ！LIVE TAIWAN SATURDAY STAGE                      | 台北國際會議中心（台湾・台北市）      | [ 770 ] |
| 2017年5月27日・28日 | SME MUSIC THEATER 2017                                    | さいたまスーパーアリーナ（埼玉県）    |         |
| 2017年10月22日      | LAWSON premium event ミュージックレインフェスティバル2017 | 幕張メッセ イベントホール（千葉県）   |         |
| 2018年8月26日       | Animelo Summer Live 2018 "OK!"                            | さいたまスーパーアリーナ（埼玉県）    | [ 771 ] |
| 2021年1月3日        | Sony Music AnimeSongs ONLINE 日本武道館                   | 日本武道館（東京都）                  | [ 772 ] |
| 2021年8月29日       | Animelo Summer Live 2021 -COLORS-                         | さいたまスーパーアリーナ（埼玉県）    | [ 773 ] |
| 2022年8月27日       | Animelo Summer Live 2022 -Sparkle-                        | さいたまスーパーアリーナ（埼玉県）    | [ 774 ] |
| 2023年8月27日       | Animelo Summer Live 2023 -AXEL-                           | さいたまスーパーアリーナ（埼玉県）    | [ 775 ] |